# LaVieの機種一覧
LaVieの機種一覧（ラヴィのきしゅいちらん）は、NEC（NECパーソナルコンピュータ）のパーソナル向けノートパソコン（2015年春モデルからはデスクトップ（旧VALUESTAR）も含む個人向けパソコン全般）のブランド名であるLAVIEを冠した機種の概要である。なお、PC-9821シリーズのノートパソコン「98NOTE Lavie」、PC98-NXシリーズのノートパソコン「LaVie NXシリーズ」についても本項で扱う。

## 98NOTE Lavie
1995年、Windows 95の発売を機に、NECではノートパソコンに2つのブランド名を与えた。おもにデスクトップリプレース用途のA4サイズノートが「98NOTE Lavie」、モバイル向けB5サイズノートが「98NOTE Aile」である。「Lavie」はフランス語で「人生」、「Aile」はフランス語で「翼」を意味していた。

### PC-9821Ne3/Nd2
- 1995年11月に発表された普及機。すでに1995年5月に発表されていたがこの時は冠されておらず価格改定を機に冠される。TFT10.1インチ（Ne3）またはDSTN10.4インチ（Nd2）の640×480ドット液晶、iDX2 50 MHz。CD-ROMドライブ、拡張バスは無い。HDDは98NOTE伝統のパック形式。

### PC-9821Naシリーズ
- 1995年11月に発表された、98NOTE Lavieの名を冠する初代機。10.4インチ800×600ドット液晶、Pentium 120 MHz（Na12）/90 MHz（Na9）/75 MHz（Na7）から始まり、12.1インチ1024×768ドット液晶、Pentium 150 MHz搭載のPC-9821Na15/X14（1996年8月）で一応の完成をみた（すべてTFT液晶）。筐体色は伝統的なグレーを配した3スピンドル機で、FDDおよびCD-ROMドライブはいずれもベイ化され、容易に着脱が可能だった。また、HDDも98NOTE伝統のパック形式（薄型）を採用していた。拡張バスは前モデル（Ns/Np/Nf）より198ピンに拡張され、ドッキングステーション（ファイルスロットorCD-ROM、汎用拡張バススロットx1）に接続可能（110ピン変換コネクタ有）。なお、1995年7月発売の初代NaのNa7とNx（iDX4 100 MHz 640x480ドット）には冠されていない。Na12は/Hと/Sではウインドウアクセラレータ等の違いが有る。

### PC-9821Nbシリーズ
- 1995年11月に発表された、ビジネスノート。10.4インチTFT640×480ドット液晶、Pentium 75 MHzのNb7と、800×600ドット液晶、Pentium 100 MHz搭載のNb10がある（各々下位モデルにDSTN有）、ベイは一つでFDDとCD-ROMドライブを排他使用する。HDDは内蔵で中を開けないと変更できないがベイに追加できる。

### PC-9821Nrシリーズ
- 1996年11月に発表された、2世代目の98NOTE Lavie。筐体色はブラックに一新し、電気的にはPCIバス2.0互換である「コミュニケーションスロット」により、FAXモデムまたは100BASE-TX LANの追加がPCカードスロットを使わずに可能だった。12.1インチ800×600ドット液晶、Pentium 150 MHz（Nr15）/133 MHz（Nr13）/120 MHz（Nr12）のほか、1997年1月には13.1インチ1024×768ドット液晶・MMX Pentium 166 MHz搭載モデル「PC-9821Nr166/X30N・/X30F」が投入された。反面、FDDとCD-ROMドライブは排他使用となり2スピンドル化され、HDDも中に内蔵、また下位モデルに応答性に劣るDSTN液晶が採用されるなど、コストダウンの影も見られた。なお、これ以降に発売された機種（PC-9821Nr150/S20, 233, 266, 300）に関しては、PC-9821Nwシリーズを参照のこと。
- コミュニケーションスロット対応のUSB 1.1拡張カードが実在する。ただし、試作段階でPC98-NXシリーズが発表されたため、製品化は見送られた。

### PC-9821Nwシリーズ
- 1997年5月に発表された、3世代目にして最終形態となった98NOTE Lavie。筐体色はブラック。12.1インチ800×600ドット液晶、MMX Pentium 150 MHz（Nw150）/133 MHz（Nw133）の2モデルが「Nw」を冠するが、PC98-NX発表後のPC-9821Nr150/S20、Nr233、266、そして最後の98NOTEとなったPC-9821Nr300/S8TBも、本シリーズをベースとしている。FDDを内蔵し3スピンドルに戻った（PC-9821Nr150/S20はCDドライブ非搭載のため、引続き2スピンドルである）が、ドライブ類の着脱は一切できなくなり、またHDDもフレキシブルケーブルによる直結に変わった。FAXモデムを内蔵したのが大きな特徴（PC-9821Nr150/S20、233、266、300では省かれた）だが、その反面、LANの追加にはPCカードスロットを必要とした。
- 本シリーズは、他のPC-9800シリーズにある「IDE 4.3 GBの壁」がなく、約31.25 GBまでのIDE HDDを認識可能。ただし、NEC製のOS付属のフォーマッタは、MS-DOS 6.2/Windows 95 OSR2/Windows 98/Windows NT 4.0/Windows 2000とも、内蔵IDE HDDを約8.4 GBまでしか認識できないため、フリーソフトなどを使って領域を確保する必要がある。
- オーセンティック社製のフラットパネルスピーカーを液晶パネル裏側に収納できる機種も2,000台限定で販売された。液晶パネル背面がドーム状に盛り上がるユニークなフォルムだった。
- PC98-NXシリーズの初期のノートPC（LV13C、VP13Cなど）でも、PC-9821Nwシリーズと同じ筐体が使われていた。

## LaVie NXシリーズ
1997年9月、PC-9821シリーズのシェア低落傾向と独自アーキテクチャの維持コスト負担が重荷となったため、NECでは事実上のPC-AT互換機である「PC98-NXシリーズ」を投入した。また、それを機にパーソナル向けA4ノートパソコンを「LaVie NX」（その後、B5ノートパソコンAile NXも吸収）、法人向けA4ノートパソコンをVersaPro NXとした。
なお、98NOTE時代と異なり、「V」が大文字となっている。これは、フランス語の「La」は冠詞であり、「vie」を小文字で連結するのが文法的に間違っているためだとされている。
- ただし、その後もPC-9821Nr233・266・300は引き続き「98NOTE Lavie」であった。

### LVシリーズ
1997年9月、1998年2月に発表された初代のLaVie NXシリーズ。全機種でMMX Pentium（133 MHz - 最大200 MHz）を採用。筐体はPC-9821Nwシリーズと非常に共通点が多い3スピンドル機であるが、兄弟機のVersaPro NXシリーズでは13.1インチXGA液晶搭載モデルも用意された。
- PC-9821Nw150と同様、オーセンティック社製のフラットパネルスピーカーを液晶パネル裏側に収納できる機種も生産された。

### LWシリーズ
1998年6月 - 2000年2月に発表された、A4オールインワンタイプの3スピンドルノート。液晶は12.1インチSVGA・DSTN液晶から、14.1インチXGA・TFT液晶まで、CPUはMMX Pentium 233 MHzからPentium II、Celeron、Pentium IIIまで、多彩なものが採用された。なお、2005年に発表された17型ワイドノート「LaVie TW」は別項で扱う。
 • （第1次）/3世代（1998年6月）
最上位モデル「LW26/34A」は、Pentium II 266 MHz、14.1インチXGA液晶に加え、当時のハイエンドPCで採用例の多かったSuperDiskを搭載。そのほか、MMX Pentium搭載機を2モデル用意していた。
 • （第1次）/4世代（1998年7月）
「（第1次）/3世代」にWindows 98を搭載。ハードウェア仕様としてはHDD容量が微妙に変更になった程度。
 • （第1次）/5世代（1998年10月）
従来モデルに比べ、厚さが約10 mm薄くなり39 mmとなったほか、質量が2.8 kg - 2.9 kgに軽量化した。一方で、CPUや液晶に目に見えた強化は見られず、PC-9821Ls150→Aile NX AL20Cの流れを汲む薄型モデル「LTシリーズ」をハイエンドモデルとする形になった。
 • （第1次）/6世代（1999年1月）
MMX Pentiumモデルが消滅。かわって、128 KBのセカンドキャッシュをダイ内部に内蔵したモバイルCeleron（266 MHzまたは300 MHz）を全面的に採用した。また、14.1インチXGA液晶モデルが復活した。
 • （第1次）/7世代（1999年5月）
モバイルPentium IIがモバイルCeleronと同じくセカンドキャッシュをダイ内部に内蔵したことで、LTシリーズを解消し、LWシリーズにモバイルPentium II（366 MHz）モデルが投入された。本体デザインが変更されたほか、ボディカラーも従来より明るめの色になった。
 • （第1次）/8世代（1999年6月）
/7世代にMicrosoft Office 2000を搭載。CPUも少し強化されている。
 • （第2次）/1世代（1999年10月・11月）
当初の全モデルでモバイルCeleronを採用。ただし、月末に行われたモバイルPentium III発表にあわせ、DVD-ROMの再生が可能な上位モデルが追加された。PIAFS自営3版準拠の通信モジュールを内蔵した機種が1モデル用意され、同梱のワイヤレスモデムステーション（Aterm WM56）との間でワイヤレス通信が可能だった。OSはWindows 98 SE。
 • （第2次）/2世代（2000年1月・2月）
モバイルPentium III 500 MHz搭載の最上位モデルには、NEC初となるCD-Rドライブが搭載された。なお、この時期になってもまだ12.1型SVGA液晶搭載モデル（LW43H/22C6、/22D6）が2モデル残存していた。また、2月に発売された「LW450J/24EA」は、LaVie NXシリーズで唯一Windows 2000 Professionalを搭載したモデルでもある。

### LTシリーズ
1998年6月 - 1999年1月に発表された、A4薄型タイプの2スピンドルノート。FDDは内蔵しない。液晶は当時としては高価だった14.1インチXGA・TFT液晶を採用していた。CPUはおもにカートリッジ形式のモバイルPentium IIを採用し、主力のLWに対して上位モデルの位置づけだった。なお、2002年・2003年・2005年に発表されたTV機能搭載ノート「LaVie T」は別項で扱う。
 • （第1次）/3世代（1998年6月）
1機種のみ（LT23/34A）の展開で、価格もかなり高価なものだった。
 • （第1次）/4世代（1998年7月）
（第1次）/3世代にWindows 98を搭載し、HDDの容量もアップした。
 • （第1次）/5世代（1998年10月）
基本性能を向上し、一太郎9パックモデル（LT23D/54C）とMicrosoft Officeモデル（LT23D/54D）も登場したことで、ラインナップが増えた。さらに、上位機種（LT30D/54A）はPentium IIの300 MHzという高出力のCPUを搭載しているが、ワープロや表計算などのアプリケーションはインストールされていない。
 • （第1次）/6世代（1999年1月）
基本性能を向上し、1機種のみとなる。ただし、アプリケーションはインストールされていない。

### LBシリーズ
1998年6月 - 2000年5月に発表された、B5薄型タイプの1スピンドルノート。FDD・光学ドライブは内蔵しないが、初期のモデルでは、底面に装着するドッキングステーションにCD-ROMドライブが内蔵されていた。液晶は、10.4 - 12.1インチのSVGA・TFT液晶を採用し、末期に発売された一部のモデルでは、12.1インチのXGA液晶を採用ていた。世代により、マグネシウム筐体であったり樹脂筐体であったりと、設計ががらっと異なる。
 • （第1次）/3世代（1998年6月）
MMXテクノロジPentiumプロセッサを搭載したモデル。CD-ROMドライブは、別途外付けオプション。
 • （第1次）/4世代（1998年7月）
（第1次）/3世代に、Windows 98を搭載したモデルとなって登場。
 • （第1次）/5世代（1998年10月）
基本性能を向上。CD-ROMドライブが標準添付されたモデルと、別オプションの2機種を展開。
 • （第1次）/6世代（1999年1月）
本体デザインが変更されたことで、12.1インチのSVGA液晶にサイズアップ。
 • （第1次）/7世代（1999年5月）
CPUを強化し、アプリケーションソフト（一太郎9パック/Microsoft Office）も追加される。
 • （第1次）/8世代（1999年6月）
追加として、Microsoft Office 2000搭載モデルが登場。
 • （第2次）/1世代（1999年10月）
本体デザインが変更され、CPUはCeleronとPentium IIIに変更。このうち、Celeronモデルは12.1インチSVGA液晶を搭載し、Pentium IIIモデルは12.1インチXGA液晶を搭載した。また、Celeronモデルには、ワイヤレスモデムステーションがセットになった「ワイヤレスインターネットモデル」も登場。OSはWindows 98 SE。
 • （第2次）/2世代（2000年1月）
基本性能を向上し、Office 2000搭載モデルのみとなる。

### LAシリーズ
1999年10月・2000年1月に発表された、A4オールインワンタイプの3スピンドルノート。CPUはモバイルPentium IIIの発表時最高クロックのものを常に採用し、大画面15インチXGA液晶を搭載したフラッグシップモデルであった。なお、2005年に発表された12.1インチワイド液晶搭載モバイルノート「LaVie A」は別項で扱う。
 • （第2次）/1世代（1999年10月）
一太郎モデルとOffice 2000モデルの2機種が発売。OSはWindows 98 SE。
 • （第2次）/2世代（2000年1月）
基本性能を向上し、Office 2000を搭載したモデルのみとなる。

## LaVieシリーズ（2000年5月 - 2015年1月）
2000年5月発表モデルから、パーソナル向けノートパソコンでは「PC98-NXシリーズ」の記載を徐々にフェードアウトさせ、代わりにタイプ名を指すアルファベット1文字（「LaVie MX」「LaVie RX」「LaVie TW」など一部タイプはアルファベット2文字）を冠することになった。これはパーソナル向けデスクトップパソコンの「VALUESTAR」も同様である。
「LaVie」では「D」「I」「K」「O」「P」「Q」「V」がタイプ名として一度も使われていない。また、単独では「B」「H」「R」「W」も使われていない（「B」は「LaVie Light」「LaVie TB」、Hは「LaVie Pro」、Rは「LaVie RX」、Wは「LaVie TW」・「LaVie Tab W」のモデル名・型番の一部として使用されていた経歴がある）。
なお、サーバPC（親機）をネットワーク経由でクライアントPC（子機）から遠隔利用できるLuiリモートスクリーン機能が新/C世代で大幅に強化され、従来は専用のハードウェア（PCIボード）で行っていた親機の画面転送機能がソフトウェアで出来るようになった為、Luiリモートスクリーン機能が利用できる機種を大幅に拡大した。具体的には
- /V世代以降で且つ、Celeron・Pentium搭載モデルを除く「LaVie L」・「LaVie S」を新/C世代以降の「LaVie」の親機として使用可能（親機は/V世代以降で且つCeleron・Pentium搭載モデルを除く「VALUESTAR（L・N・R Luiモデル・W）」でも可。ただし、「VALUESTAR R Luiモデル」については機種により別途「PCリモーターサーバソフトアップデートモジュール」を導入する必要がある）。
- 新/C世代以降の「LaVie L」・「LaVie S」を親機として、/V世代以降の「LaVie」全機種を子機として使用可能。
- 新/A世代・新/B世代の「LaVie Light」は無償提供されている「Luiリモートスクリーン機能アップデートモジュール」を導入することで、/V世代以降で且つCeleron・Pentium搭載モデルを除く「VALUESTAR（L・N・W）」や「LaVie（L・S）」を親機として使用することが出来る。

### LaVie A
LaVie N（旧）の後継モデルとして登場した12.1型ワイド液晶を搭載するコンパクトノート。収納スタンド・外付スピーカー・充電器の3つの機能を持つ「ミュージックスタンド」を付属している。
 • /D世代（2005年9月・2006年2月）
ワイヤレスでTVが視聴できる「AirTV」付属モデルとCentrino対応のスタンダードモデルの2種類を用意していた。2006年2月には追加モデルとして、CPUをCeleronに変更し、ワイヤレスLANを省いた廉価モデルが追加された。なお、「/E世代」発表後も継続販売された。
 • /F世代（2006年4月）
「/D世代」の廉価モデルを性能向上し、ワイヤレスLANを搭載したCeleron搭載モデル1機種に変更。
 • /G世代（2006年8月）
CPUを再びPentium Mに変更し、パフォーマンスを向上した。

### LaVie C
機能充実の高性能ホームノート。LaVie Lが登場するまでは主力モデルであった。
 • （第2次）/3世代（2000年5月・7月）
当初は14.1型XGA液晶を搭載し、最廉価機種は13.3型XGA液晶を搭載。CPUはCeleronもしくはPentium IIIを採用。上記機種はCD-R/RWドライブを採用しており、ワイヤレスモデムステーションセットモデルを含め、全7機種の品揃えであった。
 • （第2次）/5世代（2000年10月）
クリアブルーのパームレストを採用し、デザインを一新。ラインナップは6機種となる。OSはWindows MEもしくはWindows 2000 Professional。
 • （第2次）/6世代（2001年1月・2月）
シルキーホワイトボディの最廉価機種を新設定。全ての機種で、メモリを64 MBから128 MBに倍増した上、一部機種はCD-R/RW with DVD-ROMドライブとなった。
 • （第2次）/7世代（2001年5月）
下位モデルが新設されたLaVie Lに分離されたため全機種Pentium IIIとなり、ラインナップが2機種に。上位機種はBluetoothを搭載した。また、これまで採用していたクリアカラーのキーボードは廃止された。OSはWindows MEのみとなった。
 • （第2次）/8世代（2001年7月）
本体デザインを一新し、これまで内蔵されていたFDDは別途外付けオプションとなった。最廉価1機種を除き、中-上位3機種のメモリを256 MBに倍増。
 • （第3次）/1世代（2001年10月）
Windows XPを搭載し、キーボードの配列も変更された。最廉価機種を除き、ディスプレイを15型XGA液晶に大型化。一部機種では本体に内蔵できる携帯型シリコンオーディオプレイヤー「infoAudio」を同梱した（単品でも販売されており、別売りのモデルでも導入できる）。
 • （第3次）/2世代（2002年1月）
インターネットでのテレビ電話を行う為のヘッドフォンマイクを同梱。中・上位機種はさらにUSBカメラも同梱した。また、キーボードのカラーリングをグレーに変更。
 • （第3次）/3世代（2002年5月）
本体のデザインを大幅に一新し、全機種Pentium 4にグレードアップ。また、中位機種は15型SXGA+液晶を、上位2機種には15型UXGA液晶に加え、OSはWindows XP Professionalを搭載。このうち、最上機種のメモリは512 MBに増量された。なお、全機種ヘッドフォンマイクのみの同梱となり、一部機種で付属していた「indoAudio」もオプションとなった。
 • （第3次）/4世代（2002年10月）
基本性能を向上し、ラインナップが4機種となる。このうち、最上位機種のOSはWindows XP Professionalを搭載。
 • （第3次）/5世代（2003年1月・4月）
全機種、高輝度のナチュラルファイン液晶と、抗菌ラバーコーティングを施した手触りのよいキーボードを採用。ラインナップは3機種となるが、最下位機種にCeleronを搭載したため、前世代より多少スペックダウンした。また、DVD-R/-RWドライブを搭載し、最上位機種はDVDマルチドライブを搭載した。
 • （第3次）/6世代（2003年5月・6月）
この世代では、スタンダードタイプ（1機種）とアドバンスドタイプ（2機種）の2ラインとなる。このうち、アドバンストタイプの上位機種には3.06 GHzのPentium 4を搭載する最高級仕様であった。
 • （第3次）/7世代（2003年9月）
前世代のアドバンストタイプのデザインを採用し、Pentium 4搭載の2機種のみとなる。
 • （第3次）/8世代（2004年1月）
上位機種のOSがWindows XP Professionalとなる。なお、この世代を最後に一旦ラインナップから途絶える。
 • /G世代（2006年8月）
約2年7か月ぶりに復活。CPUはCore 2 Duo、メモリを1 GBに増量、ディスプレイも15.4型ワイド液晶となり、進化を遂げた。また、Felicaポートも搭載される。
 • /H世代（2007年1月）
ブルーレイディスクドライブを搭載した上位機種を設定。また、Core 2 Duoの性能アップにより、「Centrino Duo」に対応。
 • /J世代（2007年4月）
解像度をアップした「スーパーシャインビューEX3液晶」を搭載。
 • /K世代（2007年9月）
本体デザインを一新。地上デジタルチューナー、Webカメラを新たに搭載し、中・上機種はIEEE802.11n（Draft 2.0）対応ワイヤレスLANも搭載。
 • /L世代（2008年1月）
メモリを2 GBに増量。
 • /M世代（2008年4月）
TVチューナーを搭載しない最下位機種を設定。
 • /R世代（2008年9月）
ディスプレイが16型ワイド液晶に大型化。TVチューナーが省かれる。
 • /S世代（2009年1月）
メモリを4 GBに増量する。
 • /T世代（2009年4月）
ラインナップが1機種のみとなる。

### LaVie E
シンプル設計のエントリーノート。「LaVie L」や「LaVie S」に比べプリインストールソフトが大幅に絞り込まれている。また、このシリーズは発売当初、販売店が限定されていたため、通常のカタログや、121.wareサイトには掲載されていなかった（専用のカタログが用意されており、121.wareの商品情報検索ページでカタログや仕様を閲覧可能）が、「新/F世代」から新シリーズとしてカタログモデルに昇格された。なお、「新/H世代」よりレノボ・G580シリーズのOEMとなった。
 • 新/C世代（2010年10月）
CPUはCeleron P4600、HDDは320 GB、2 GBメモリ、14型ワイド液晶を搭載。プリインストールされるOfficeの種類（PersonalまたはHome & Business）で2機種用意された。
 • 新/D世代（2011年2月）
基本スペックやラインナップは「新/C世代」と同等で、標準時の消費電力を低減した程度である。
 • 新/E世代（2011年5月）
HDD容量を640 GBに倍増した。
 • 新/F世代（2011年9月）
カタログモデルに昇格。CPUをCeleron B800に更新した。なお、「新/G世代」（デスクトップのVALUESTARのみ）発表後も継続販売された。
 • 新/H世代（2012年5月）
基本性能を強化。CPUはCeleron B815に更新し、メモリは4 GBに倍増（空きスロットを確保しており、将来の増設にも対応）。さらにWebカメラを新たに搭載した。
 • 新/J世代（2012年10月）
OSをWindows 8 64bitに変更するとともに、ディスプレイを15.6型ワイドに大型化してデザインを一新。新たに4列テンキーも装備した。USB 3.0やHDMI出力端子などのインターフェイスが充実し、バッテリー持続時間も向上した。なお、CPUは「新/F世代」の時に採用されていたCeleron B800（ただし一部の大型家電店向け専売モデルではシングルコア・HTテクノロジー対応のCeleron B730）にスペックダウンされた。
 • 新/L世代（2013年2月）
CPUをCeleron 1000Mに更新し、Officeも「Office 2013」に刷新された。
 • 新/M世代（2013年5月）
新たに「Windowsストアアプリ」をプリインストールした程度で、基本スペックは「新/L世代」を踏襲する。
 • 新/N世代（2013年10月・12月）
OSをWindows 8.1に変更、CPUをCeleron 1005Mに更新してスペックアップした。
 • 新/R世代（2014年1月）
プリインストール済みソフトウェアを一部変更した程度で、基本スペックは「新/N世代」を踏襲する。
 • 新/S世代（2014年4月）
CPUをCeleron 2957Uに変更し、ボディを薄型化。OSはWindows 8.1 Updateとなり、OfficeはService Pack 1適応のOffice 2013となった。
 • 新/T世代（2014年10月）
基本スペックは「新/S世代」を踏襲するが、OfficeはOffice Premium + Office 365サービスとなった。

### LaVie F
大画面液晶搭載のファミリー向けホームノート。1機種のみの展開であった。ワイヤレスLANは非搭載。
 • （第3次）/4世代（2002年10月）
当初はCPUにモバイルAMD Athlon XPプロセッサを搭載。ディスプレイは14.1型で、ボディにはアクセントとしてオレンジが用いられていた。
 • （第3次）/5世代（2003年1月）
CPUの性能が向上された。
 • （第3次）/6世代（2003年5月）
CPUをintel Celeronに変更し、ディスプレイも15型に大型化。さらには、メモリも倍増されるようになり、ボディもホワイト1色となる。
 • （第3次）/7世代（2003年9月）
基本性能を向上
 • （第3次）/8世代（2004年1月）
CPU性能を向上

### LaVie G
2000年7月に登場した、カスタマイズが可能なBTOモデル。NEC Direct（およびその前身の121＠store）にて販売されている。カタログモデルと同様に、いくつかのタイプが設けられ、中にはNEC Directでしか発売されていなかった限定モデルや、本体のカラーリングが選べるモデルも登場している。ちなみに、同社デスクトップパソコンの「VALUESTAR G」についても同様である。

### LaVie J
薄型・軽量・長時間稼動のB5モバイルノート。
 • （第3次）/2世代（2002年1月・2月）
当初は12.1型XGA液晶を搭載し、CPUは低電圧版Celeronか低電圧版Pentium III、Celeronモデルには光学ドライブ・Officeなしモデルを設定。
 • （第3次）/3世代（2002年5月）
ラインナップが2種類になり、全機種Windows XP Professionalを搭載する。また、CeleronモデルがOffice搭載、Pentium IIIモデルがOffice非搭載となる。
 • （第3次）/4世代（2002年10月）
基本性能を向上し、Windows XP Home Edition搭載モデルが復活する。
 • （第3次）/5世代（2003年1月・2月）
デザインが変更され、CPUをintel Pentium III-Mに統一。
 • （第3次）/6世代（2003年5月）
基本性能を向上し、ラインナップが1種類（Windows XP Home Edition搭載モデルのみ）に。ただし、Officeは非搭載。
 • （第3次）/7世代（2003年11月）
デザイン変更と同時に、CPUがPentium M、搭載OSがWindows XP Professionalに変更。さらには、Officeも搭載されるようになったが、このモデルを最後に一旦ラインナップから途絶える。なお、「（第3次）/8世代」、「（第3次）/9世代」発表後も継続販売されたが、これらの世代ではブランドロゴが変更されているにもかかわらず、本モデルのブランドロゴは変更されていなかった。ただし、当時配布されていたカタログでは変更後のブランドロゴを使用していた。
 • /E世代（2005年12月）
約2年ぶりに再登場。USB光学ドライブが別売となる一方、稼働時間が約6時間となったが、Officeはインストールされていない。なお、「/F世代」発表後も継続販売された。
 • /H世代（2007年1月）
約1年ぶりの新モデル。CPUが超低電圧版のCore Duoとなり、性能を向上。ワンセグ受信機付属・光学ドライブなしモデルと光学ドライブ（DVDスーパーマルチドライブ）搭載モデルの2モデルを設定した。
 • /J世代（2007年4月）
CPUが超低電圧版 Core 2 Duoに変更。なお、「/K世代」発表後も継続販売された。
 • /L世代（2008年2月）
フルモデルチェンジし、12.1型ワイド液晶となる。また、最上位機種には擦りキズを自然に修復する「スクラッチリペア」塗装を施し、ワイヤレスUSBを同梱した。
 • /M世代（2008年4月）
中位モデルに陶器をイメージしたポタリーホワイトを追加。
 • /R世代（2008年9月）
PowerPoint付Office搭載モデルを設定。

### LaVie L
エントリーからファミリーまで対応する大画面ノート。LaVie TとLaVie Cの各シリーズの統合により、ここ最近はハイエンドまで対応しているため、現行のLaVieの中で一番歴史がある代表シリーズとなっている。
 • （第2次）/7世代（2001年5月）
当初は13.3型もしくは14.1型液晶、CPUにモバイル AMD Duronを搭載した。
 • （第2次）/8世代（2001年7月・8月）
14.1型液晶の追加モデルとして、高クロックのモバイル AMD Duronやモバイル AMD Athlon 4搭載モデルを追加した。
 • （第3次）/1世代（2001年10月）
Windows XPを搭載し、新たに15型液晶モデルを追加。CPUはMoblie intel CeleronもしくはMobile intel Pentium IIIの2種類を用意した。
 • （第3次）/2世代（2002年1月）
13.3型液晶モデルが無くなり、CPUや画面サイズが異なる3機種に。
 • （第3次）/3世代（2002年5月）
基本性能を向上。ヘッドフォンマイクと光センサUSBマウスがセットになった「らくらくセット」を同梱。また、14.1型XGA液晶モデルのデザインを若干変更。
 • （第3次）/4世代（2002年10月）
この世代からデザインを一新し、Celeron搭載のシルバースリムタイプ、ホワイトとブルーのコンビネーションカラーを採用したAMD Athlon XPを搭載のホワイトスタンダードタイプの2ラインとなった。OSはXP SP1でOfficeはXP（2002）。
 • （第3次）/5世代（2003年1月）
シルバースリムタイプにPentium 4搭載モデルと、スーパーシャインビュー液晶搭載モデルを追加。
 • （第3次）/6世代（2003年5月）
シルバースリムタイプに「Air TV」セットモデルを設定。同時に、シルバースリムタイプのデザインを若干変更。
 • （第3次）/7世代（2003年9月）
この代からバリエーションが変わり、スタンダードオールインワンタイプとベーシックスリムタイプに変更。また、スタンダードオールインワンタイプにはPentium M搭載モデルを設定した。OSはXP SP1でOfficは2003。
 • （第3次）/8世代（2004年1月）
基本性能を向上。この世代からブランドロゴが変更された。
 • （第3次）/9世代（2004年5月）
スタンダードオールインワンタイプのデザインを一新。スタンダードオールインワンタイプの最上位機種には、高解像度の15型SXGA+液晶を採用した他、ベーシックスリムタイプにも15型XGA液晶モデルが設定された。
 • /A世代（2004年9月）
この世代からのバリエーションが、アドバンストタイプとベーシックタイプに変更。OSはXP SP2。
 • /B世代（2005年1月・2月）
ベーシックタイプの廉価モデルも大型化され、全シリーズ15型液晶に統一。
 • /C世代（2005年4月）
アドバンストタイプのデザインを変更。ベーシックタイプはSempronに変更すると共に、Turion 64 モバイル・テクノロジ搭載モデルを設定した。
 • /D世代（2005年9月）
アドバンストタイプにTVチューナー内蔵モデルを設定。
 • /E世代（2005年12月・2006年2月）
ベーシックタイプのデザインを一新。アドバンストタイプにワイヤレスTVモデルが復活。2006年2月にはベーシックタイプの追加モデルとしてHDDの容量を半分に減らし、メモリカードアダプタ・Officeなしの廉価モデルを追加した。
 • /F世代（2006年4月）
アドバンストタイプは一部機種を除き、スーパーシャインビューEX2液晶を搭載し、一部の機種のみMedia Center Edition 2005に変更。ベーシックタイプも基本性能を向上した。また、アドバンストタイプのデザインが若干変更されている。
 • /G世代（2006年8月）
先行でベーシックタイプが15.4型ワイド液晶となり、ホワイトボディに一新し、ベーシックタイプにもCPUがAMDのMedia Center Edition 2005搭載の機種が追加。アドバンストタイプもデザインを一新し、15.4型ワイド液晶となった。また、最上位機種にintel Core Duo搭載モデルを設定。なお、Celeron Mを搭載する15型液晶モデルも設定された。
 • /H世代（2007年1月・2月・3月）
OSがWindows Vistaになる。アドバンストタイプは中・上位機種のCPUにintel Core 2 Duoを搭載。上位機種にはさらに地上デジタルチューナーとブルーレイディスクドライブを搭載した。下位モデルは新たにCeleron M+地上デジタルチューナー搭載モデルを設定。また、全タイプが15.4型ワイド液晶に統一された。ベーシックタイプも基本性能を上げると共に、intel Celeron Mを搭載しHome Basicをインストールした最廉価機種を設定した。2月には追加モデルが発売。
 • /J世代（2007年4月）
アドバンストタイプはHDD容量を増加、TVチューナー搭載モデルは「/H世代」を継続販売。ベーシックタイプの最廉価機種はシルバーボディに変更した。
 • /K世代（2007年8月・9月）
デザインを一新し、アドバンストタイプには一部機種にWebカメラを搭載。TVチューナー搭載モデルはLaVie Cシリーズに統合される形で消滅。スタンダードタイプは最上位機種にワンセグチューナーを内蔵すると共に、一部機種は選べる5色のカラー（パウダーレッド、シュガーピンク、ガーネットレッド、リーフグリーン、ペリーブルー）を設定した。ベーシックタイプのHome Basicがインストールされた最廉価機種もHome Premiumに変更となった（カスタマイズモデルのGシリーズではOSでHome Basicも選択可能（2008年1月発売ではデスクトップのVALUESTARのLシリーズでもCPUがインテルで、OSでHome Basic、Home Premium、Business、Ultimateの選択が可能））。
 • /L世代（2008年1月）
最廉価機種を除きメモリが2 GBに。また、ベーシックタイプの一部機種のカラーラインナップを一部変更（リーフグリーンの替わりにグロスブラックを設定）
 • /M世代（2008年4月・6月）
アドバンスドタイプがCore 2 Duoに統一。ベーシックタイプもカラーが選べる上位モデルとSempron搭載の2タイプに集約された。
 • /R世代（2008年8月）
アドバンストタイプが1機種となる。また、ベーシックタイプは中・下位機種にAthlon X2 デュアルコア・プロセッサを搭載し、全機種デュアルコア仕様に。上位機種にBD-ROMドライブを搭載し、中位機種は背面にホワイトを採用した3色展開（ホワイト、ピンク、ブラック）に。
 • /S世代（2008年12月・2009年1月）
アドバンストタイプ・ベーシックタイプの区分けがなくなり、一つのシリーズに。中位モデルはスパークリングレッド、スパークリングピンク、スパークリングホワイト、スパークリングブラックの4色展開に。また、下位モデルも従来のベーシックタイプと同様に3色展開とした。
 • /T世代（2009年4月・6月）
「/S世代」のカラーバリエーションが全ての機種で選べるようになる。また、最下位機種を除き、16型ワイドに大型化され、最上位機種はフルHDとなる。
 • /V世代（2009年10月）
OSがWindows 7に変更。カラーモデルの最下位機種が15.6型ワイドに大型化。また、16型ワイド フルHD液晶+ブルーレイディスクドライブ搭載の最上位機種と16型ワイド WXGA液晶+DVDスーパーマルチドライブ搭載モデルに「ワイヤレスTVデジタル」セットモデル（カラーはスパークリングピュアブラックのみ）を、15.6型モデルにはデュアルコアタイプのCeleronを搭載した廉価モデル（カラーはスパークリングホワイトのみ）を設定した。ちなみに、カスタマイズモデルではWindows 7 Ultimateは選択不可。
 • /W世代（2010年1月）
ラインナップを拡大。15.6型ワイド WXGA液晶+Celeron（Dual-Core）+2 GBメモリの最廉価モデルを設定し、15.6型ワイド液晶+Core i3搭載モデルはHDD容量やドライブの種類が異なる3モデルを（320 GB HDD+DVDスーパーマルチを搭載する最廉価モデルはスパークリングリッチホワイトのみ）、16型ワイド液晶+Core i5搭載モデルも解像度やドライブの種類が異なる3種類を（フルHD液晶搭載の最上位モデルはスパークリングリッチブラックのみ）、ワイヤレスTVデジタルセットモデルはCore i3+WXGA液晶+DVDスーパーマルチドライブ搭載モデルとCore i5+フルHD液晶+ブルーレイディスクドライブ搭載モデルの2モデルを設定し、全9タイプのバリエーションとなった。
 • 新/A世代（2010年4月）
従来ラインナップされていた中位 - 下位機種が新たにラインナップされた「LaVie S」に継承された為、15.6型ワイド液晶+Core i3搭載モデル、16型ワイド液晶+Core i5搭載モデル、16型ワイド フルHD液晶+Core i5搭載・ワイヤレスTVデジタルセットモデルの3種類となり、AV機能重視の構成となる。また、セレクタブルOSの標準設定が64bit版に変更され、再セットアップにより32ビット版に切り替える事も可能。また、ワイヤレスTVデジタルセットモデルのHDDが640 GBに大容量化され、15.6型ワイド液晶+Core i3搭載モデルはCore i3-350Mにスペックアップされた。
 • 新/B世代（2010年6月）
全機種「Office Home and Business 2010」をプリインストール。Core i5搭載モデルはCore i5-450Mにスペックアップし、性能を向上した。また、新たに地上デジタルチューナー内蔵モデル2機種を設定した。
 • 新/C世代（2010年9月）
全機種でCPU性能が向上され、OSは64bit版に、キーボードはテンキー付アイソレーションキーボードを採用。TVチューナーなしモデルは15.6型ワイド液晶搭載の1機種に集約されたが、CPUをCore i5-460Mに変更し、HDDを640 GBに増量。ディスプレイもLEDバックライトを搭載した「スーパーシャインビューLED-EX2液晶」となり、更なる省電力を実現。カラーバリエーションが一部変更となり、従来の「スパークリングリッチピンク」に替わり、「LaVie G タイプL」専用色だった「スパークリングリッチブラウン」を新たに設定した。
 • 新/D世代（2011年2月）
ワイヤレスTVデジタルモデルが3D対応となる。2D映像からの変換機能を備えるほか、付属ソフトによる2D写真の疑似3D表示もできる。また、ワイヤレスTVデジタルモデルとTVチューナーレスモデルのCPUを新世代のCore i5-2410Mに変更し性能を強化するとともに、HDDも750 GBに増量された。また、両モデル共にCore i7-2620Mと大容量8 GBを備えた上位モデルを新設。ヤマハ製のサウンドシステムも採用し音質も向上された。ボディはカラー系統は従来ながらもデザインや色合いを刷新し、自己治癒性コーティング剤を施すことで細かなすり傷程度なら自然に修復するスクラッチリペア塗装も施された。TVチューナー（地上デジタルチューナー）搭載モデルもHDDを640 GBに増量した。
 • 新/E世代（2011年5月）
地上デジタルチューナー内蔵モデルを除く全モデルのCPUをクアッドコアのCore i7-2630QMに変更し性能強化（地上デジタルチューナー内蔵モデルは従来通りCeleronながら最新のB810に更新）。また、ワイヤレスTVデジタルモデルは新たにひかりTVの視聴に対応した。
 • 新/F世代（2011年9月・2012年3月）
ラインナップが整理され、地上デジタルチューナー搭載モデルと最上位モデルが無くなり、3D対応ワイヤレスTVデジタルモデルとTVチューナーレスモデルの2機種に。共通でCPUの性能強化、メモリの倍増（4 GB→8 GB）、Blu-ray DiscドライブのBDXL対応化の基本性能強化が行われたほか、TVチューナーレスモデルでは従来機種と同等の消費電力を保ちながらディスプレイ輝度をアップ（400カンデラ/m2→500カンデラ/m2）し、明るく見やすくなった。なお、「新/G世代」（デスクトップのVALUESTARのみ）発表後も継続販売されたため、TVチューナーレスモデルは2012年3月にレーザーマウスをワイヤレスタイプに変更したマイナーチェンジモデルである「新/F2」が発売された。
 • 新/H世代（2012年5月）
トップからパームレストまで薄くなめらかな面で構成された「ストリームデザイン」と呼ばれるコンセプトを取り入れた新ボディを採用。共通でCPUを第3世代のCore i7-3610QMに更新し、HDDを1 TBに増量。なお、ワイヤレスTVデジタルモデルは3D機能が省かれた。
 • 新/J世代（2012年10月）
OSをWindows 8 64bitに変更するとともに、ディスプレイをタッチパネル化。さらに、ワイヤレスTVセットモデルに付属のリモコンは裏面にWindows 8のタッチ操作ができるタッチパッドを搭載した「タッチパッドリモコン」を採用。さらに、マウスも横スクロールに加え、チャーム呼び出しやアプリ一覧の動作ができるようになった。併せて、CPUをCore i7-3630QMに変更し性能も強化した。
 • 新/L世代（2013年2月）
ラインナップをTVチューナーレスモデル1機種のみに集約。スペックは「新/J世代」から据え置かれたが、タッチパネルが省かれ、Officeは「Office Home and Business 2013」に刷新された。
 • 新/M世代（2013年5月）
デザインを一新し、一旦省かれていたタッチパネルを再搭載。キーボードは機構部分をふたで覆い、水を抜くドレン構造によって防滴構造となったことで水滴が内部に入ることを遅らせ、シャットダウンできる時間を確保できる安心感を持たせた（なお、水がこぼれてしまった場合は点検と有償修理を受ける必要がある）。また、一旦廃止となっていた上位モデル（クリスタルブラックのみ）が復活し、フルHDタッチパネル液晶、読み込み専用のSSDを搭載した「ハイブリッドドライブシステム」、IEEE802.11ac対応ワイヤレスLANを搭載したハイスペック仕様となる。なお、全機種CPUを第4世代のCore i7-4700MQに変更した。
 • 新/N世代（2013年10月）
ラインナップや仕様は「新/M世代」を踏襲するが、OSをWindows 8.1に変更した。
 • 新/R世代（2014年1月）
ストレージの容量を増量し、上位モデルは1.5 TB HDD+32 GB SSD（SSDは読み込み専用）、下位モデルも1 TB SSHD（8 GBフラッシュメモリ内蔵）に強化したほか、IEEE802.11ac対応ワイヤレスLANが下位モデルにも拡大し、全モデル標準搭載となった。
 • 新/S世代（2014年4月）
ヤマハが開発したソフトウェアDSP「AudioEngine」を導入し、音響性能を強化。また、OSはWindows 8.1 Update、OfficeはOffice Home and Business 2013 SP1にそれぞれ変更した。
 • 新/T世代（2014年10月）
上位モデルが廃止となり、ラインナップを再び1機種のみに集約。ディスプレイは上位モデルで採用されていたタッチパネル対応・フルHD解像度の「スーパーシャインビューLED-EX2 IPS」が搭載されたほか、CPUをCore i7-4710MQに強化。OfficeはOffice Home and Business Premium + Office 365 サービスに変更。付属のマウスがBluetoothワイヤレスマウスに変更した。

### LaVie Light
ネットブック。
 • /R世代（2008年10月）
当初は8.9型ワイド液晶、intel Atom N270（1.60 GHz）、メモリ1 GB（1スロットで増設不可）を搭載し、OSはWindows XP Home Edition SP3であった。カラーはブラック1色のみであった。
 • /S世代（2009年1月）
画面サイズを10.1型ワイドに大型化。カラーバリエーションも4色から選べるようになった。
 • /T世代（2009年6月・7月）
CPUのAtomはN270のままの「/S世代」を継承してストレージにSSDを搭載したベーシックモデルのほか、CPUのAtomをN280にSSDとHDDのハイブリッドストレージ搭載モデル、2009年4月以降の出荷に認められた2年間ライセンス版のOffice Personal 2007プリインストールモデル、3色のボディカラーを用意したカラーリングモデルの4種類にバリエーションを拡大した。また、翌月にはOSがWindows Vista Home Premium SP1でOffice Personal 2007をプリインストールし、NECが得意とするLuiに対応したモデルが追加された。なお、カラーリングモデルのホワイトボディはWindows XP搭載モデルとして、「/V世代」でも継続販売された。
 • /V世代（2009年10月）
OSがWindows 7に変更。ラインナップはOSにWindows 7 Home Premium（32ビット版）を搭載しメモリを2 GB・HDDを320 GBに増量した高機能のカラーリングモデル、Office Personal 2007 2年間ライセンス版プリインストールモデル、Office付属無しモデル、Luiモデルを設定。カラーリングモデル以外は機能を絞り込んだWindows 7 Starterを搭載している。
 • /W世代（2010年1月）
カラーに「フレッシュライム」を追加し、デザインを一新。CPUもAtom N450を搭載した。スライドパッドの面積も従来比約1.7倍に拡大。また、セカンドPCとしての用途を高める為、手持ちのPCとUSBケーブルで接続するだけでデータをやり取りできる「USB Duet」を新搭載した。
 • 新/A世代（2010年4月）
ラインナップがHome PremiumモデルとStarterモデルの2種類に集約。CPUはAtom N470にスペックアップされる。また、先代では専用モデルにて搭載されていたLuiリモートスクリーン機能やモバイルWiMAXが全モデルで標準搭載され、単なる安価なネットブックとは一線を画す多彩な機能を備えるようになる。カラーバリエーションが一部変わり、Home Premiumモデルにはアーバンメタルシルバーを、Starterモデルにはフラットホワイトをそれぞれ設定し、両モデル共通の3色を加えた4色展開となる。
 • 新/B世代（2010年6月）
Starterに搭載のOffice（2年間ライセンス版）を最新の「Office Personal 2010」に更新すると共に、Home Premiumモデルにも無期限の「Office Personal 2010」をプリインストールした。
 • 新/C世代（2010年9月）
デザインが一新されたことで、底面積と奥行が小さくなり携帯性を向上。さらに天板には千鳥格子のデザインと細かなすり傷程度なら自然回復するスクラッチリペア塗装を施した。一方でキーボードはキーピッチを19 mmに拡げ、操作性を向上。また、Home PremiumモデルにはデュアルコアCPUのAtom N550を採用し、性能も向上された。カラーラインナップはブラパーレッド、ブラパーホワイト、ブラパーブラックの3色展開となった。
 • 新/D世代（2011年2月）
StarterモデルもCPUをデュアルコア仕様のAtom N550に変更し性能を向上。また、「USB Duet」の機能が強化され、接続先のPCの光学ドライブを本機のインストール用ドライブとして使用できるようになった。なお、WiMAXは搭載されなくなった。
 • 新/E世代（2011年5月）
ラインナップをStarterモデルに集約。性能面ではCPUをAtom N570に強化したマイナーチェンジにとどまる。
 • 新/F世代（2011年9月）
ワイヤレスLANがIntel My Wi-Fiテクノロジーに対応。これによりワイヤレスLANアクセスポイントを経由せずにプリンタに接続して印刷したり、他のPCとのファイル共有ができるようになった。これ以外の性能は「新/E世代」と同等である。なお、「新/G世代」（デスクトップのVALUESTARのみ）発表後も継続販売された。

### LaVie M
12.1型液晶を搭載するモバイルノート。2004年春モデルを最後に一旦途切れていたが、2009年秋冬モデルから、廉価モバイルノートとして復活した。
 • （第2次）/3世代（2000年5月・7月）
当初は12.1型液晶を搭載。一部モデルはCPUにmobile Celeronを搭載していた。
 • （第2次）/5世代（2000年10月）
CPUやメモリ増量など基本性能を向上。
 • （第2次）/6世代（2001年1月・2月）
1月発売モデルは、Celeronモデル1機種のみとなり、2月発売モデルではデザインを変更の上、新たにCD-R/RWドライブ搭載のベイ内蔵型モデルを設定。
 • （第2次）/7世代（2001年5月）
2月に発売された、前世代のモデルのデザインを採用し、基本性能を向上。
 • （第2次）/8世代（2001年8月）
追加モデルとしてCeleron搭載モデル1機種のみとなる。
 • （第3次）/1世代（2001年10月・11月）
Windows XPを搭載し、デザインも変更される。また、ラインナップが増えたことで、再びPentium III搭載モデルが登場する。
 • （第3次）/2世代（2002年1月）
Pentium III搭載モデル1機種となる。
 • （第3次）/3世代（2002年5月）
本体のカラーリングが変更され、OSがビジネス向けのWindows XP Professionalに変更。
 • （第3次）/4世代（2002年10月）
基本性能を向上する。
 • （第3次）/5世代（2003年3月）
本体のデザインが変更され、同時にCPUをintel Pentium Mに変更。Windows XP Home Editionモデルが復活。「第3次/6世代」発表後も継続販売された。
 • （第3次）/7世代（2003年9月）
基本性能を向上する。
 • （第3次）/8世代（2004年1月）
Windows XP Home Editionモデル1機種のみとなる。このモデルを最後にラインナップから一旦途切れる。
 • /V世代（2009年10月）
約5年8か月ぶりに復活。ディスプレイは13.3型ワイドに大型化され、OSはWindows 7 Home Premiumとなった。性能面では「（第3次）/8世代」の時よりもCPU・メモリ・HDDなどが大幅に強化されている。また、3色のカラーバリエーションが選べる他、Office Personal 2007搭載モデルも用意されている。全機種光学ドライブは非搭載。
 • /W世代（2010年1月）
新たに、超低電圧版intel Core 2 Duoモデルを設定。ラインナップも3機種に増えた。LaVie Lightと同様に、手持ちのPCとUSBケーブルで接続するだけでデータをやり取りできる「USB Duet」を新搭載。
 • 新/A世代（2010年4月）
超低電圧版Celeronモデルをモデルチェンジ。ハード性能に大きな変更は無いものの、OSが64bit版に変更となり、ワイヤレスTVデジタルセットモデルを追加。このモデルではTVの視聴・録画が可能で、ワイヤレスLANのルーターとしての機能も持つ。なお、超低電圧版intel Core 2 DuoモデルはOfficeなしモデルのみ継続販売される。
 • 新/B世代（2010年6月）
超低電圧版intel Core 2 Duoモデルがモデルチェンジし、intel Core i3-330UMに性能アップ。OSが64bit版に変更となり、モバイルWiMAXを新たに搭載した。また、全機種で「Office Personal 2010」をプリインストールした。
 • 新/C世代（2010年9月）
Core i3搭載モデルでメモリとHDDを増量。従来はCore i3搭載モデルのみで搭載していたモバイルWiMAXを全機種に標準搭載された。
 • 新/D世代（2011年2月）
Celeron搭載モデルが無くなる替わりに、上位モデルとしてCore i7搭載モデルを新設し、全体的にスペックアップが図られた（Core i3搭載モデルはCore i3-380UMに性能アップ、ワイヤレスTVデジタルセットモデルはCore i3搭載となる）。また、ボディデザインを一新し、DVDスーパーマルチドライブとテンキーが標準装備され使い勝手を高めるとともに、天板には細かなすり傷程度なら自然修復するスクラッチリペア塗装を採用した。なお、これまで採用していたWiMAXは省かれた。
 • 新/E世代（2011年5月）
全機種でHDD容量を増量。ワイヤレスTVデジタルセットモデルはひかりTVの視聴に対応した。
 • 新/F世代（2011年9月）
CPUが第2世代 Core iファミリーに刷新され、Core i3搭載モデルはCore i3-2357Mに、Core i7搭載モデルはCore i7-2637Mに強化。スペックアップと同時にバッテリー稼働時間も約12.8時間に延長された。また、Core i7搭載モデルは光学ドライブをBlu-ray Discドライブに、Core i3搭載モデルはOfficeをこれまでのPersonal 2010からHome and Business 2010にそれぞれグレードアップした。なお、前機種で設定されていたワイヤレスTVデジタルセットモデルは廃止された。なお、「新/G世代」（デスクトップのVALUESTARのみ）発表後も継続販売された。
 • 新/H世代（2012年5月）
基本性能が強化されており、Core i7搭載モデルはメモリを8 GBに倍増。Core i3搭載モデルはCore i3-2367Mに性能向上するとともに、HDDを750 GBに増量。メモリは2 GB×2から4 GB×1に変更して空きスロットを確保した。また、全モデルでWebカメラを新たに搭載し、ワイヤレスLANはIEEE802.11a/b/g/n準拠となった。
 • 新/J世代（2012年10月）
OSをWindows 8 64bitに変更するとともに、デザインを一新。ディスプレイはフレームとディスプレイの境目がない「フルフラットスーパーシャインビューLED IPS液晶」となり、高解像度化（1,600×900ドット）。キーボードはアイソレーションキーボードに印字部を保護してかすれにくくする「クリスタライズキー」を採用し、13.3型モバイルノートでは珍しいテンキーも搭載した。
 • 新/L世代（2013年2月）
CPU性能を強化し、Officeは「Office Home and Business 2013」に刷新した。なお、「新/M世代」発表後も継続販売された。

### LaVie ME
セカンドマシンとしてはもちろん、メインマシンとしても十分に発揮するコンパクトノート。
 • （第3次）/6世代（2003年5月）
CPUに低電圧版モバイルAMD Athlon XP-Mプロセッサを搭載。光ディスクドライブやFDD・ワイヤレスLAN・Officeの有無で2種類を用意していた。
 • （第3次）/7世代（2003年9月）
基本性能を向上。DVDドライブやOfficeを搭載した1機種のみとなる。

### LaVie MX
ヘビーユーザーにも応える、B5ファイルサイズの高性能モバイル。ディスプレイ背面とキーボード上部にバッテリを備えた「デュアル・バッテリ」を搭載し、長時間稼動を可能にした。なお、当シリーズはすべてWindows 2000 Professionalを搭載していたモデルでもある。
 • （第2次）/5世代（2000年10月）
10.4型SVGA液晶搭載。
 • （第2次）/6世代（2001年2月）
追加モデルとして、10.4型XGA液晶搭載モデルを発売。
 • （第2次）/7世代（2001年5月）
基本性能を向上。XGA液晶搭載モデルは微透過型TFT液晶を採用。なお、「第2次/8世代」発表後も継続販売された。

### LaVie N
コンパクトサイズのスタイリッシュノート。
 • （第3次）/4世代（2002年10月）
当初は12.1型液晶を採用しており、CPUにCeleronを採用。フレームスタンドが付属しており、使わない時も縦置きでスタイリッシュに収納できる。また、「（第3次）/5世代」発表後も継続販売された。
 • （第3次）/6世代（2003年5月）
基本性能を向上。
 • （第3次）/7世代（2003年9月）
CPUの性能を向上。さらに、ワイヤレスでテレビやインターネットが楽しめる「Air TV」セットモデルを設定した。また、「（第3次）/8世代」発表後も継続販売されたが、同世代からブランドロゴが変更されたにもかかわらず、本モデルのブランドロゴは変更されていない。ただし、当時配布されていたカタログでは変更後のブランドロゴを使用していた。
 • （第3次）/9世代（2004年5月）
ディスプレイが12.1型ワイド液晶に変更し、カラーリングもホワイトとブラックの2色展開となる。スタンドに充電機能が加わり、スタンドに載せた状態でも使用できるようになる。また、従来のCeleron M搭載モデルに加え、Centrinoに対応するPentium Mプロセッサ搭載モデルも設定された。
 • /A世代（2004年9月）
基本性能を向上。
 • /B世代（2005年1月・2月）
カラーがホワイトのみとなる。新たに、「（第3次）/7世代」以来となる「Air TV」セットモデルを設定。
 • /C世代（2005年4月）
ラインナップを変更し、Pentium Mプロセッサ搭載モデルを再設定する。なお、このモデルを最後に一旦ラインナップから途絶える。
 • /R世代（2008年8月）
約3年3か月ぶりに復活。CPUはAMD Athlon X2 デュアルコア・プロセッサに、ディスプレイは13.3型ワイド液晶となり性能を強化。カラーバリエーションもピンクレイヤード、モノトーン、モカレイヤードの3色展開となった。なお、同じデザインで法人向け仕様のVersaProタイプVN・VersaPro JタイプVNシリーズが存在しており、OSやソフトの仕様以外は基本的にLaVie Nと共通である。プリインストールされるOfficeの種類（PersonalまたはPersonal with PowerPoint）により2モデルが用意された。
 • /S世代（2009年1月）
「NEC Direct」限定カラーだったアクティブオレンジが店頭販売モデルにも登場し、4色展開となる。
 • /T世代（2009年4月）
CPUがAMD Sempron X2 デュアルコア・プロセッサに変更し、性能アップ。また、モデルが1種類となる。

### LaVie Pro
ビジネス用途に特化した、Windows XP Professional搭載の大画面ノート。
 • （第3次）/2世代（2002年1月）
14.1型液晶・モバイルAthlon 4搭載モデルと15型液晶・モバイルPentium III搭載モデルの2種類を用意した。何れも、当時発売していたLaVie Lと同様のデザイン。
 • （第3次）/3世代（2002年5月）
14.1型液晶モデルはCPUをAMD Duronに、15型液晶モデルはPentium 4にそれぞれ変更し、性能を上げた。本体のデザインについては、14.1型液晶モデルはLaVie Lと同様のデザインを、15型液晶モデルはLaVie Cと同様のデザインをそれぞれ採用していた。

### LaVie RX
14.1型液晶搭載の高性能・大画面モバイルノート。
 • （第3次）/8世代（2004年1月）
当初はCeleron Mを搭載したXP Home EditionモデルとPentium Mを搭載したXP Professionalモデルの2種類が用意されていた。
 • （第3次）/9世代（2004年5月）
XP Home EditionモデルもPentium Mに変更された。
 • /A世代（2004年9月）
XP Home Editionモデルのみとなる。
 • /B世代（2005年1月）
基本性能を向上。
 • /C世代（2005年4月）
本体デザインの変更と同時に、Celeron M搭載の廉価モデルが追加される。
 • /D世代（2005年9月）
基本性能を向上。Celeron M搭載モデルは、「/E世代」発表後も継続販売された。
 • /E世代（2005年12月）
上位モデルのみとなり、CPUがintel Core Duo T2300（2015年12月のカタログではYonahと記載、2006年4月のカタログではintel Core Duo T2300と記載）に格上げされる。なお、「/F世代」発表後も継続販売された。

### LaVie S
当初は音質にこだわった高機能AVノートとして展開されていたが、「新/A世代」でシンプルな大型ノートとして復活した。
 • （第2次）/2世代（2000年1月）
当初はCeleron搭載モデルのみ。両サイドに3ウェイ6スピーカーを搭載。ワイヤレスモデムステーションの有無で2機種が用意されていた。
 • （第2次）/3世代（2000年5月・7月）
新たに、15型液晶・Pentium III搭載モデルを追加。さらに、解像度をSXGA+にアップしたアナログTVチューナー付モデルを設定。
 • （第2次）/5世代（2000年10月）
基本性能を向上。
 • （第2次）/6世代（2001年1月）
スピーカーネットとキーボードのカラーを変更。全機種アナログTVチューナーを内蔵。
 • （第2次）/7世代（2001年5月）
Celeron搭載の1機種のみとなる。この世代の発売を最後に、一旦ラインナップから途絶える。
 • （第3次）/8世代（2004年1月）
約2年8か月ぶりに復活。パネル内蔵型スピーカー「SoundVu」を搭載。また、CPUもPentium Mに変更され、Windows XP Home EditionモデルはCentrinoに対応。また、Windows XP Professionalモデルは3D表示対応の液晶とトリプルワイヤレスLANを搭載した、高性能モデルであった。
 • （第3次）/9世代（2004年5月）
Celeron Mを搭載し、ワイヤレスでTVが見られる「AirTV」セットモデルを追加。
 • /A世代（2004年9月）
基本性能を向上。この世代の発売を最後に、再びラインナップから途絶える。
 • 新/A世代（2010年4月）
約5年7か月ぶりに復活。従来までとはコンセプトを変え、シンプルな普及クラスの大型ノートとなった。十分な基本性能を備えながら、「LaVie L」よりも厚さを5 mm薄く、奥行を2 cm短縮してコンパクトに収めた。カラーバリエーションは明るい水色の「エアリーブルー」をはじめ、「ラズベリーレッド」・「エスプレッソブラック」・「スノーホワイト」の4色展開。OSは7 Home Premium 64bit版を搭載するが、32ビット版に切替できるセレクトOSを採用する。ラインナップはCeleron搭載モデル、Core i3搭載モデル、Core i5搭載モデルの3種類を用意する。ちなみに、カスタマイズモデルではWindows 7 Ultimateは選択不可。
 • 新/B世代（2010年6月）
Officeを「Office Home and Business 2010」に更新。また、Core i5搭載モデルはCore i5-450Mとなり、性能をアップした。
 • 新/C世代（2010年9月・12月）
「LaVie L」と同じく、全機種でCPU性能を向上するとともに、OSはセレクタブル設定を廃止し64bit版に、Celeron搭載モデルを除き、キーボードをテンキー付アイソレーションキーボードに変更。また、Core i3搭載モデルのメモリが4 GBに倍増された。
 • 新/D世代（2011年2月）
全機種でCPU性能が向上し、特に下位モデルは従来のCeleronからPentium P6200に変更された。HDDは全機種640 GBに増量。さらに、Core i5搭載モデルは光学ドライブをBlu-ray Discドライブに変更した。
 • 新/E世代（2011年5月）
Core i3搭載モデルとCore i5搭載モデルを第2世代のCore i3-2310MとCore i5-2410Mに更新し、ボディデザインも一新。ボディカラーには新たにシャンパンゴールドを追加した。CPU以外にも性能面が強化されており、Core i5搭載モデルはHDDを750 GBに増量。Core i3搭載モデルは光学ドライブをBlu-ray Discドライブに変更した。Pentium搭載モデルは前モデルのデザインを踏襲しながら、メモリを4 GBに倍増、レーザーマウスが新たに添付された。
 • 新/F世代（2011年9月・2012年2月）
全機種でCPUの性能向上が行われたほか、Core i3搭載モデル・Core i5搭載モデルに搭載されているBlu-ray Discドライブは大容量規格のBDXLに対応。さらにCore i5搭載モデルではディスプレイも改良され、画面輝度を約25%向上された。Pentium搭載モデルはデザインやカラーラインナップを上位2機種と統一。また、Pentium搭載モデルにはこれまでカスタムメイドモデル「LaVie G タイプS」のみに設定されていたワイヤレスTVデジタルセットモデルを新設（カラーはエクストラホワイトとスターリーブラックの2色）。本モデルはPentium搭載・TVチューナーレスモデルより基本性能が若干強化されており、HDD容量を750 GBに増量、ワイヤレスLANの仕様も変更される（IEEE802.11b/g/n→IEEE802.11a/b/g/n）。なお、「新/G世代」（デスクトップのVALUESTARのみ）発表後も継続販売された。
 • 新/H世代（2012年5月）
より薄くなった新デザインを採用。CPUは全機種アップされているが、特にCore i5搭載モデルは第3世代のCore i5-3210Mを搭載。また、HDDはCore i3搭載モデル・Pentium搭載モデルも750 GBに増量した。
 • 新/J世代（2012年10月）
OSをWindows 8 64bitに変更するとともに、CPUの性能を強化。Core i3搭載モデルを廃止し、Core i5搭載モデルはタッチパネル搭載モデルを追加して2タイプとなった。また、Pentium搭載モデルでは内蔵Webカメラを92万画素に向上した。
 • 新/L世代（2013年2月）
全機種でOfficeを「Office Home and Business 2013」に刷新。一旦廃止となっていたCore i3搭載モデルが復活するかわりに、Core i5・タッチパネル搭載モデルとPentium搭載・ワイヤレスTVデジタルセットモデルを廃止し、ラインナップを集約した。Core i5搭載モデルはCPU性能を強化した。なお、エントリーモデルは「新/J世代」のPentiumからCeleron（Celeron 1000M）に変更した。
 • 新/M世代（2013年5月）
デザインが変更となり、ヒンジ部が見えにくい構造となったほか、USB 3.0を4ポート（うち1ポートはパワーオフ充電機能付）に増量し、アイソレーションキーボードは防滴構造になった。さらに、Core i3搭載モデル・Celeron搭載モデルはパネルを薄型化した。Core i5搭載モデルはHDDを1 TB、メモリを8 GBに増量し、「新/L世代」では省かれていたタッチパネルを再搭載。さらに、フレームとディスプレイの境目がないフルフラットパネルとなったことで画面周囲のゴム足を無くした。ボディカラーは「新/L世代」までラインナップされていたゴールド系が無くなり3色展開となった。
 • 新/N世代（2013年10月）
OSをWindows 8.1に変更するとともに、CPUも変更され、Core i5搭載モデルはCore i5-4200M、Core i3搭載モデルはCore i3-4000M、Celeron搭載モデルはCeleron 1005Mにそれぞれ更新。併せて、タッチパネルは非搭載ながらクアッドコアCPUを搭載し、CPU以外のスペックはCore i5搭載モデル並みとしたCore i7搭載モデルを新設した。
 • 新/R世代（2014年1月）
全モデルにBluetooth 4.0を搭載するとともに、Core i5搭載モデル・Core i7搭載モデルはIEEE802.11ac対応ワイヤレスLANを搭載した。
 • 新/S世代（2014年4月）
Celeron搭載モデルがCeleron 2957Uに変更するとともにボディを薄型化。Core i3搭載モデルはワイヤレスLANがIEEE802.11acに対応。併せて、全機種でOSはWindows 8.1 Update、OfficeはOffice Home and Business 2013 SP1となった。
 • 新/T世代（2014年10月）
Celeron搭載モデルを除く全モデルでCPUを強化（Core i3搭載モデルはCore i3-4100M、Core i5搭載モデルはCore i5-4210M、Core i7搭載モデルはCore i7-4712HQ）し、付属のマウスをBluetoothワイヤレスマウスに変更（Celeron搭載モデルはすでにBluetoothワイヤレスマウス）。Core i3搭載モデルはHDDを1 TBに増量。Officeは全モデルでOffice Home and Business Premium + Office 365 サービスとなった。

### LaVie とことんサポートPC
パソコン初心者や不慣れな方に対応するため、ひと工夫の機能と充実したサポート体制を備えたモデル。開梱から初期設定までをスタッフが代わりに行う初期設定出張サービス（購入後1年間有効・1回限り）が無償付帯するほか、出張サポート料金の半額優待（購入後5年間有効・有効期間内なら利用回数無制限）、専用コールセンター（利用期間無制限・NEC製だけでなく、他社製の周辺機器やソフトウェアに関する相談も無料で対応）や専用サイトを用意しておりサポート体制も充実している。PC本体はスリムタイプの「LaVie S」をベースに、アイソレーションキーボードに一工夫（ローマ字入力の母音である「A」・「I」・「U」・「E」・「O」と小文字入力に使う「L」を青で区別、機能名に日本語表記を追加、英字や数字など利用頻度が高いキーは文字を大きめに、「Shift」キーで入力される文字を色分け）を加え、起動後「おてがるメニュー」が最初に表示されるので、目的を選ぶだけですぐにソフトが起動できるほか、いつでも「おてがるメニュー」を呼び出せる「ソフト」ボタンも備える。さらに、はがき作成などの作業も動画で見ながら進められる「動画ナビ」も備えている。
 • 新/F世代（2011年10月）
「LaVie S」のLS150/FSをベースに、前述のキーボードのデザイン変更・「ソフト」ボタンの追加に加え、本体自体もCPUはPentium B950（2.10 GHz）からCeleron B800（1.50 GHz）に、OfficeもHome and Business 2010からPersonal 2010にそれぞれ仕様変更されているが、空きスロットを確保し、増設にも対応した4 GBメモリ、パワーオフUSB充電機能、手書き入力・ジェスチャー機能付NXパッドなどはそのまま搭載されている。なお、「新/G世代」（デスクトップのVALUESTARのみ）・「新/H世代」発表後も継続販売された。
 • 新/J世代（2012年10月）
1年ぶりとなる新モデル。OSをWindows 8 64bitに変更するとともにディスプレイにタッチパネル機能を搭載。CPUはCeleron B830（1.80 GHz）に強化され、マウスはこれまでの有線タイプからワイヤレスタイプに変更。さらに、LaVie SのPentium搭載モデル同様に内蔵Webカメラを92万画素に向上した。なお、「新/L世代」発表後も継続販売された。

### LaVie T
テレビチューナー内蔵のハイスペックAVノート。
 • （第3次）/0世代（2001年7月）
当初は15.3型ワイド WXGA液晶を搭載し、アナログTVチューナーを内蔵。外付スピーカーを標準添付していた。CPUの種類・クロック周波数の違い等で3機種が用意されていた。
 • （第3次）/1世代（2001年10月）
OSがWindows XPに変更され、CPUが全機種Pentium IIIとなる。新たに、最上位機種には本体に内蔵できるSDカード対応携帯型シリコンオーディオプレーヤー「infoAudio」を添付（単品でも販売されており、中・下位機種でもオプションで追加可能）。
 • （第3次）/2世代（2002年1月）
基本性能を向上し、キーボードの配列も若干変更された。インターネットでテレビ電話をするためのUSBカメラとヘッドフォンマイクを同梱。
 • （第3次）/3世代（2002年5月）
ラインナップが1機種のみとなる。
 • （第3次）/4世代（2002年10月）
デザインが、当時のLaVie Cと同様のデザインに変更されたことで、ディスプレイが15型液晶となり、同時にCPUがPentium 4に進化。また、これまで採用していた、外付スピーカーが廃止された。パームレスト部にはクラレの人工皮革素材「クラリーノ」を使用。
 • （第3次）/5世代（2003年1月）
全機種、高輝度のスーパーシャインビュー液晶を搭載し、抗菌ラバーコーティングを施した手触りのよいキーボードを採用。下位機種のCPUをCeleronに変更し、前世代より多少スペックダウンした。
 • （第3次）/6世代（2003年5月）
Celeron搭載モデルのみとなる。この世代の発売を最後に一旦ラインナップから途絶える。
 • /A世代（2004年9月）
約1年4か月ぶりに復活。「（第3次）/3世代」以来となるワイド液晶（15.4型 WXGA）となり、上位機種はCPUにPentium Mを採用。ディスクが取り出しやすいように、光学ドライブが本体正面に配置される。
 • /B世代（2005年1月）
LaVie TWの登場に伴い、Pentium M搭載モデルの1種類のみとなる。
 • /C世代（2005年4月・6月）
基本性能を向上。
 • /E世代（2005年10月・12月）
2つの高画質回路を新搭載し、液晶パネルスピーカ「SoundVu」を搭載。よりシックなデザインに一新した。
 • /F世代（2006年4月）
Celeron+シングルHDDを搭載した下位機種を設定。

### LaVie Tab E
LaVieブランド初となるAndroid搭載タブレット。以前から同社で発売されているAndroid搭載スマートフォン・タブレットブランド「MEDIAS」やAndroid搭載タブレットブランド「LifeTouch」とは異なり、購入しやす価格とアプリを多くプリインストールしている。なお、このモデルの発表により、先に発表されたWindows搭載の「LaVie Tab W」とあわせて、「LaVie Tab」として新たにブランド化された。モデル名・品番名は"TE"から始まる。
 • 新/N世代（2013年10月）
ラインナップは7型ワイド液晶モデルと10.1型ワイド液晶モデルの2モデルを設定。2モデルで仕様が異なり、7型ワイド液晶モデルはOSにAndroid 4.1、CPUにデュアルコアのMediaTek MT8317 1.2 GHz、内蔵フラッシュメモリ16 GBを搭載し、本体質量約350 g、本体カラーはホワイト。10.1型ワイド液晶モデルはOSにAndroid 4.2、CPUにクアッドコアのMediaTek MT8125 1.2 GHz、内蔵フラッシュメモリ32 GB、IPS液晶を搭載し、本体質量約560 g、本体カラーはブラック。なお、「新/R世代」発表後も継続販売された。
 • 新/S世代（2014年5月）
7型ワイド液晶モデルは本体の大きさを据え置いたままで8型ワイドに大型化してIPS液晶となり、カラーラインナップは既存のホワイトに加えてネイビーを追加した2色展開に。10.1型ワイド液晶モデルはカラーをネイビーブルーに変更した。OSは両モデルともAndroid 4.2に揃えられたが、オンラインアップデートによりAndroid 4.4に対応。また、CPUもクアッドコアのMediaTek MT8121 1.3 GHzに揃え、性能も強化した。プリインストールソフトには電子書籍・電子ブック購読用ソフトの「ebiReader」を新たにプリインストールした。なお、本体質量は2モデルとも10 g増となった（8型ワイド液晶モデル：約360 g、10.1型ワイド液晶モデル：約570 g）。なお、「新/T世代」、「LaVie（/B世代からLAVIE）シリーズの/A世代」発表後も継続販売された。

### LaVie Tab S
軽量で携帯性に優れ、スタイリッシュさを特徴とするAndroid搭載タブレットで、MEDIAS TAB ULの事実上の後継機種となる。モデル名・品番名は"TS"から始まる。
 • 新/N世代（2013年11月）
ラインナップは7型ワイド液晶モデルのみ。厚さ約7.9 mmで手になじみやすいアーク形状のデザインとし、本体質量は「LaVie Tab E」の7型ワイド液晶モデルよりも軽量化され、約250 gを実現。レーザ加工で緻密な金型を用いたファブリック調のテクスチャを採用した。スペックも「LaVie Tab E」の10.1型ワイド液晶モデル並みのスペック（OS:Android 4.2、CPU:MediaTek MT8125 1.2 GHz、内蔵フラッシュメモリ:32 GB）としており、IPS液晶も搭載した。なお、「新/R世代」 - 「新/S世代」発表後も継続販売された。
 • 新/T世代（2014年10月）
約1年ぶりにモデルチェンジ。8型ワイドに大型化しながら薄型化も図られた。内蔵フラッシュメモリは16 GBに半減したが、Androidは4.4に更新し、CPUはHT非対応のクアッドコアであるintel Atom Z3745に変更した。さらに、LTE/3G対応のSIMロックフリーモデルが新設され、通信事業者から提供されるMicro SIMカード（mini UIMカード）を装着することで、本機だけで高速データ通信ができるようになった。なお、「LaVie（/B世代からLAVIE）シリーズの/A世代 - /E世代」発表後も継続販売された。

### LaVie Tab W
タッチパネル式液晶を搭載したタブレットPC。モデル名・品番名は"TW"から始まる。
 • 新/M世代（2013年9月）
OSにWindows 8（ただし、ほかの「LaVie」に搭載されている64bit版ではなく、32ビット版）を搭載しており、Windows 8に対応した周辺機器・アプリであればそのまま本機でも使用でき、USB端子もUSB 2.0を1つ装備している。本体質量約590 g、厚さ約9.8 mmの軽量・薄型設計で持ち運びしやすく、ディスプレイは衝撃に強い保護ガラスを採用した10.1型ワイド タッチパネル式液晶を搭載しており、付属のデジタイザーペンによるペン入力も可能。さらに、本体を立てかけて使用するスタンド付Bluetoothキーボードを同梱したモデルを用意しており、モバイルノートのように快適に文字入力することも可能である。CPUはHT対応・デュアルコア仕様の省電力CPU「intel Atom Z2760」を搭載し、メモリは2 GB、ストレージは64 GBフラッシュメモリを備える。また、クラウド上にデータを保存できる「SkyDrive」に対応しており、例えば、自宅のパソコンで制作したデータを本機を用いて作業の続きを行ったり、本機で作成したデータを自宅のパソコンで閲覧できるなどサブマシンとしてデータのやり取りをすることができる。なお、「新/N世代」 - 「新/R世代」発表後も継続販売された。
 • 新/S世代（2014年6月）
約8か月ぶりとなる新モデル。OSをWindows 8.1 Update 32bit 32bitに変更したほか、CPUはクアッドコア（HT非対応）仕様の「intel Atom Z3795」に強化。そのほか、付属のデジタイザペンは径を太くしてグリップを追加したことで持ちやすさを向上。また、eBookJapanで利用できる電子ブッククーポン2,160円分を添付した。キーボードユニット同梱モデルはBluetoothキーボードのキーストロークをノートパソコンと遜色ない約1.8 mmとすることで心地よい打鍵感を実現した。
 • 新/T世代（2014年10月・12月）
基本スペックは「新/S世代」を踏襲するが、OSがWindows 8.1 with Bing 32bitに更新したほか、既にプリインストールしている「SmartVision/PLAYER」はリモート視聴を追加した。また、2014年12月には追加モデルとして、横幅約126 mm、本体重量約370 gの軽量設計で、Atom Z3735Fプロセッサー、2 GBメモリ、Office Home and Business 2013を搭載した8型ワイド液晶モデルが発売された。なお、「LaVie（/B世代からLAVIE）シリーズの/A世代」発表後も継続販売された。

### LaVie TB
タブレットPC。1シーズンのみの販売であった。
 • （第3次）/5世代（2003年1月）
Pentium III-Mと10.4型液晶を搭載。OSはWindows XP Tablet PC Edition（2002）。

### LaVie Touch
タブレットとしても、パソコンとしても使用できる2WayタイプのタブレットPC。NEC製の個人向けタブレットPCは2003年1月発売の「LaVie TB」以来となる。品番・型名は「LaVie T」と同じく"LT"である。「LifeTouch」とは異なる。
 • 新/F世代（2011年9月）
OSはWindows 7 Home Premium 32ビット版でOfficeはHome and Business 2010で、CPUはAtom Z670を搭載。ディスプレイはノングレア処理を施した10.1型ワイド タッチパネル式IPS液晶を採用している。外出時はタブレットPCとしてこのまま使用できるが、本モデルではクレードルである「マルチステーション」、ワイヤレスキーボード、ワイヤレスマウスが同梱されており、自宅や会社でのデスクワーク時はパソコンとして普段と同じスタイルで利用できる。「マルチステーション」は立てて設置できるように透明の板が設けられているほか、DVDスーパーマルチドライブも搭載されているため、ソフトウェアのインストール作業やDVDソフトの視聴もできる。また、独自のUIである「ExTOUCH」を搭載しており、キーボードがないと難しいコピー・ペースト操作のショートカットボタン、ソフトウェアキーボード、アプリケーションランチャー機能を備えており、使いにくさをカバーしている。本モデルは「新/G世代」（デスクトップのVALUESTARのみ）発表後も継続販売された。

### LaVie TW
大画面液晶を搭載するプレミアムノートPC。
 • /B世代（2005年1月）
17型ワイド液晶搭載。Celeron仕様とPentium M仕様の2種類のモデルを用意した。
 • /C世代（2005年4月・6月）
Pentium M仕様の1機種のみとなる（その後、同年6月にCeleron仕様の販売店オリジナルモデルLW900/CD1Tが再度追加された）。
 • /D世代（2005年9月・2006年1月）
基本性能を向上。なお、「/E世代」発表後も継続販売された。

### LaVie U
当初はインターネットを気軽に楽しむ為に開発された、A4サイズのオールインワンコンパクトPCだったが、10年以上の長いブランクを経て、デタッチャブル式2in1タイプのUltrabookとして復活した。
 • （第2次）/2世代（2000年1月）
CPUにモバイルAMD K6-2-Pプロセッサを搭載。12.1型SVGA液晶モデルのみ。
 • （第2次）/3世代（2000年5月）
13.3型XGA液晶搭載モデルを追加。さらには、Microsoft Office 2000も搭載されるようになったが、12.1型SVGA液晶モデルではジャストシステムの総合ソフトであるJustsystem Home（表計算ソフトは入っていない）が搭載されていた。
 • （第2次）/5世代（2000年9月・10月）
OSがWindows MEに変更され、液晶サイズが13.3型と14.1型となり、全体的にサイズアップした。また、キーボードのカラーリングも変更されている。
 • （第2次）/6世代（2001年1月）
CPUをAMD Duronプロセッサに変更し性能アップ。
 • 新/T世代（2014年10月）
約13年5か月にぶりにシリーズ名を復活。初代モデルからさらに小さい11.6型ワイド液晶（フルHD解像度・タッチパネル式）を搭載し、モバイルノートとしてだけでなく、付属のキーボードユニットから外して本体のみでタブレットPCとして使用できる2in1タイプのUltrabookとなった。CPUはCore Mプロセッサーを搭載し、Core M-5Y10搭載モデルとCore M-5Y71搭載モデルの2機種が用意される。当初は5Y70であったが、調達等の都合から5Y71に変更された。OSはWindows 8.1 Update 64bit、OfficeはOffice Home and Business Premium + Office 365サービスとなったほか、メモリは「（第2次）/5世代」の時（64 MB）から大幅に増えて4 GBに、ストレージは容量が「（第2次）/5世代」から約6倍の128 GBに増え、SSDに、また、「（第2次）/5世代」には無かったワイヤレスLAN（IEEE802.11ac/a/b/g/n準拠）が搭載された。なお、「LaVie（/B世代からLAVIE）シリーズの/A世代」発表後も継続販売された。

### LaVie X
15.6型ワイド液晶を搭載したホームノートサイズのUltrabook。LaVie Z（「新/H世代」以降のモデル）を大型化したモデルともいえる。
 • 新/J世代（2012年12月）
同クラス（15.6型ワイド液晶搭載）のノートPCとしては世界最薄となる最厚部12.8 mm（突起部・バンプ部分を除く）と国内最軽量となる本体重量約1.59 kgを実現。アルミニウム合金を採用したボディと2つの薄型冷却ファンの搭載により、底面に吸排気口がなくても優れた放熱性能がある。ディスプレイはフルHD解像度の「スーパーシャインビューLED IPS液晶」を搭載し、仕事でもプライベートでも威力を発揮する。タッチパッドはWindows 8のチャーム呼び出しやフリック操作ができ、タッチパネルと同じ感覚で使用できる。なお、ディスプレイやキーボード仕様を除く他のスペック（CPU・メモリ・SSD容量など）については「LaVie Z（「新/J世代」）のLZ750/JSと同じである。
 • 新/L世代（2013年2月）
CPU性能を強化し、Officeを「Office Home and Business 2013」に刷新。さらに、SSDを128 GBに減らした下位機種を追加した。なお、「新/M世代」発表後も継続販売された。

### LaVie Y
360度回転するディスプレイの採用でノートPCにもタブレットPCにもなる2wayタイプのコンバーチブルタブレット。
 • 新/J世代（2012年10月）
OSはWindows 8のARMプロセッサ版でモバイル機器向けのWindows RTを採用。Officeも2013 RT Previewをプリインストールしている。CPUにNVIDIA Tegra 3を、ディスプレイはタッチパネル式・広視野角仕様の11.6型ワイドスーパーシャインビューLED液晶を搭載する。なお、レノボIdeaPad Yoga 11（日本未発表モデル）の兄弟機種でもある。なお、「新/L世代」・「新/M世代」発表後も継続販売された。

### LaVie Z
光学ドライブ非搭載の薄型モバイルPC。
 • （第3次）/1世代（2001年10月）
ゼロハリバートン社のデザインで、10.4インチXGA液晶を搭載。「LaVie MX」の事実上の後継シリーズとして発売した。外付CD-ROMドライブ+Officeの有無およびHDD容量の違い（20GB/30GB）で2機種が用意されていた。OSはWindows XP Home Editionのみ。なお、「（第3次）/2世代」「（第3次）/3世代」発表後も継続販売された。
 • 新/H世代（2012年7月）
自社デザインによるNEC製初のUltrabookとして約11年ぶりに復活。底面にアルミニウム合金やマグネシウム合金よりも比重が軽く、マグネシウム合金並みの剛性を併せ持つマグネシウムリチウム合金（PCの筐体としては世界初採用）を、筐体には約0.5 - 0.6 mmの薄肉化を達成した極薄マグネシウムダイカスト筐体をそれぞれ採用し、ディスプレイやキーボードを筐体に一体化させたことで約875 gの軽量と最厚部約14.9 mmの薄型設計を実現。OSはWindows 7 Home Premiumとなり、ディスプレイは高解像度（1,600×900ドット）仕様の13.3型ワイド液晶となった。CPU仕様（Core i5-3317U、Core i7-3517U）とSSD容量が異なる2機種を用意する。
 • 新/J世代（2012年10月）
スペックを据え置いたまま、OSをWindows 8 64bitに変更。また、Core i5搭載モデルは底面をマグネシウム合金に変更した為、本体重量が約15 g増え、約890 gとなった。
 • 新/L世代（2013年2月）
CPU性能を強化し、Officeを「Office Home and Business 2013」に刷新した。
 • 新/M世代（2013年5月）
新たな「Windowsストアアプリ」をプリインストールした程度で、基本スペックは「新/L世代」を踏襲する。
 • 新/N世代（2013年10月）
Core i5搭載モデル・Core i7搭載モデル共に、基板の薄型軽量化などで更なる薄肉化を可能にしたことで、本体重量約795 gの超軽量ボディとなった他、OSをWindows 8.1に変更、CPUは第4世代Core iファミリー（Core i5搭載モデルはCore i5-4200U、Core i7搭載モデルはCore i5-4500U）となり、ディスプレイはIGZOを採用してWQHD（2,560ドット×1,440ドット）に高解像度化。ワイヤレスLANは新規格のIEEE802.11ac（Draft）に対応した。ボディカラーはストームブラックに変更した。併せて、既存ラインナップの中間の位置づけとしてタッチパネル搭載モデルを新設。解像度をフルHDとした静電式タッチパネル付IPS液晶を搭載しながら本体重量は1 kgを切る約964 gの軽量設計としており、ディスプレイ以外のスペックはCore i5・IGZO液晶搭載モデルに準じているが、解像度が低く、消費電力が少ないたため、バッテリー稼働時間は同モデルに比べて約5時間長く稼働できる。カラーはストームブラックに加え、以前からラインナップされているムーンシルバーの2色展開である。なお、本モデルは「新/R世代」発表後も継続販売された。
 • 新/S世代（2014年4月）
超軽量ボディはそのままにCPU性能を強化し、Core i5搭載モデル（IGZO液晶搭載クラムシェルノートモデル、Ultrabookモデル共）はCore i5-4210U、Core i7搭載モデルはCore i7-4510Uにそれぞれ変更。OSはWindows 8.1 Update、OfficeはOffice Home and Business 2013 SP1となった。
 • 新/T世代（2014年10月）
基本スペックは「新/S世代」を踏襲するが、OfficeがOffice Home and Business Premium + Office 365 サービスとなり、録画番組のリモート視聴ができる「SmartVision/PLAYER」を新たに搭載した。

## LAVIEシリーズ（2015年1月 - ）
2015年1月発表モデル（2015年春モデル）より、デスクトップPCの「VALUESTAR」を吸収統合した新生「LaVie」が誕生し、シリーズ名を刷新。同時にモデル名・品番名も変更された。
2015年5月発表モデル（2015年夏モデル）で1997年の「LaVie NX」から約17年にわたって使用してきた「LaVie」からすべて大文字の「LAVIE」に表記が改められ、2004年1月発表（2004年春モデル）モデル以来、約11年4か月ぶりにブランドロゴを刷新した。

### A23/A27

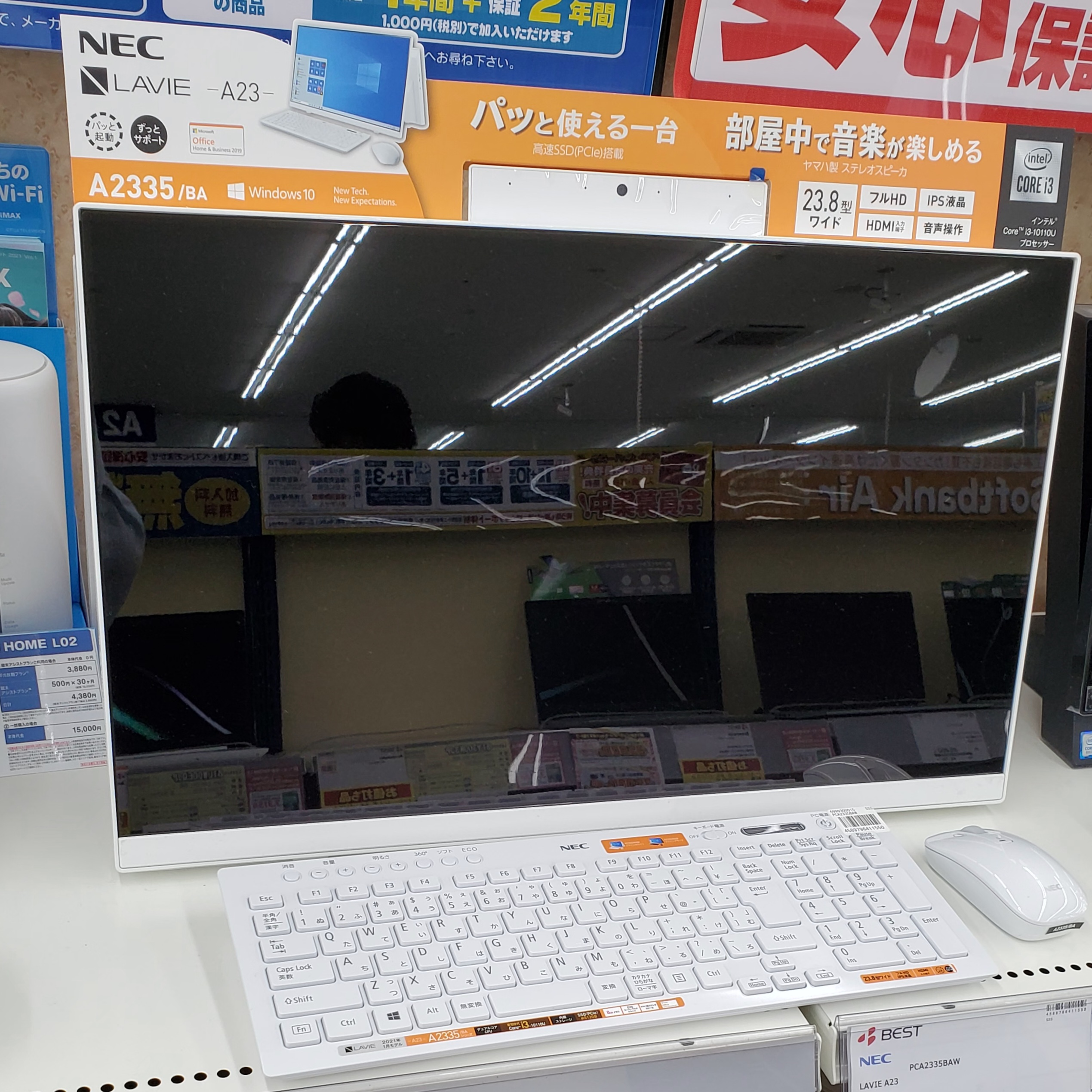
A2335/BAW
（PC-A2335BAW）

「Home All-in-one」後継の一体型デスクトップモデル。型名・型番はA23またはA27から始まる。
 • 新/B世代（2021年1月）
「Home All-in-one」から約1年ぶりにモデルチェンジされ、23.8型ワイドモデルをA23、27型ワイドモデルをA27とサイズごとにシリーズが分かれることとなった。A23はA2335、A2365、A2377の3モデルに拡大されたが、A27はA2797の1モデルのみとなった。A23はエントリーモデルのA2335においてCPUをCore i3-10110Uに、ストレージを512 GBのSSDにそれぞれ変更。TVチューナー搭載モデルのA2377はストレージをSSDのみとし、容量を1 TBに増量。新設のA2365はA2377からストレージ容量を512 GBに減らし、光学ドライブをDVDスーパーマルチドライブに変更、TVチューナーを非搭載としたモデルとなる。A2797はHA970からメモリの容量を16 GBに倍増、ストレージのHDDの容量が4 TBに増量された。
 • 新/C世代（2021年10月）
全モデルでOSをWindows 11 Home 64bitに、Microsoft OfficeをHome & Business 2021にそれぞれ変更。OSとMicrosoft Officeの変更以外のスペックは新/B世代から踏襲されるが、一部のモデルでカラーバリエーションが絞られ、A27はファインブラックのみ、A23のエントリーモデルであるA2335はファインホワイトのみとなった（カスタムメイドモデルの「LAVIE Direct A27」では従来通りファインホワイトの選択が可能である）。
 • 新/D世代（2022年2月）
スタンドスタイルへ刷新され、スタンドには高さ調節とチルト機構を備えた。カラーはファインブラックのみとなった。プロセッサーはAMD社製APUの「Ryzen 5000シリーズ モバイル・プロセッサー」となり、A27はRyzen 7 5800U、A23はA2365とA2377はRyzen 7 5700U、A2335はRyzen 3 5300Uとなった。同梱のワイヤレスキーボードは2.4 GHz無線に加えてBluetooth接続も可能で、対応機器と最大2台まで接続して同じキーボードでの共有が可能となった。
 • 新/G世代（2023年5月）
約1年3か月ぶりにモデルチェンジ。プロセッサーが「AMD Ryzen 7030Uシリーズ モバイル・プロセッサー」となり、A23のA2365とA2377およびA27はRyzen 7 7730U、A23のA2335はRyzen 5 7530Uとなった。そのほか、ワイヤレスLANがWi-Fi 6Eに対応し、A2365はメモリを16 GBに倍増された。
 • 新/J世代（2024年11月・2025年4月）
先行してA23が約1年6か月ぶりにモデルチェンジし、遅れてA27が約1年12か月ぶりにモデルチェンジとなった。CPUが新/C世代以来となるIntel製に回帰した上で第13世代Core iプロセッサー・ファミリーのUシリーズに刷新し、A2355がCore i5-1335Uで、A2375とA2795がCore i7-1355Uを搭載している。しかしその一方で地上/BS/110度CSデジタル放送対応TVチューナーは本モデルより搭載されなくなり、加えてA27は内蔵光学ドライブをDVDスーパーマルチに変更した。それ以外にBluetoothキーボードは改良を行いFnキーとCtrlキーが入れ替えており、Copilotキーと「LAVIE AI Plus」のショートカットキーを追加した。またA2355のメモリ容量は16 GBに増加し、添付OfficeはHome & Business 2024へ更新すると共にMicrosoft 365 Basicの1年間利用権を付帯した。
NEC Direct向けのカスタマイズモデル「LAVIE Direct A23/A27」では、CPUにCore i3-1315U（A23のみ）・Core i5-1335U・Core i7-1355Uのいずれかが選択でき、メモリは最大32 GBにストレージは最大2 TBのSSD（PCIe接続）まで、内蔵光学ドライブをBlu-ray Discドライブに変更する事が可能である。なお先途の通り直販モデルでもTVチューナーの選択が消滅しているため、設定が出来ない。

### Desk All-in-one
「VALUESTAR N」・「VALUESTAR S」後継の一体型デスクトップモデル。型名・型番はDAから始まる。
 • /A世代（2015年1月）
ラインナップは「VALUESTAR N」後継で「新/T世代」からサイズアップした23.8型ワイド液晶モデルと「VALUESTAR S」後継の21.5型ワイド液晶モデルが設定される。23.8型ワイド液晶モデルは幅約8 mmの挟額縁フレームを採用し、CPUには第5世代のCore i7-5500Uを搭載。また、4チューナー搭載モデルには、intel Real Sense 3Dカメラを新たに搭載した。一方で、タッチパネルは非搭載となる。21.5型ワイド液晶モデルもCPUを刷新し、Core i5搭載モデルは第5世代のCore i5-5200Uに、Celeron搭載モデルはCeleron 3205Uに変更。併せて、Celeron搭載モデルはワイヤレスLANを強化し、IEEE802.11ac/aに対応した。
 • /B世代（2015年5月）
すべてのモデルでヤマハのソフトウェアDSPである「AudioEngine」の性能を強化し、ヘッドフォンでの音響効果が有効になった。また、23.8型ワイド液晶・4チューナー搭載モデルはCPUをより性能の高いCore i7-5557Uに変更したことにより、CPU内蔵グラフィックスがintel Iris Graphics 6100に強化された。
 • /C世代（2015年9月）
OSをWindows 10 Homeに変更したほか、21.5型ワイド液晶・Celeron搭載モデルはCeleron 3215Uに変更し性能を強化した。
 • /D世代（2016年1月）
デザインが全面刷新され、Core i7搭載モデルはスタンドを新デザインに変更、Celeron搭載モデルとCore i5搭載モデルはCore i7モデルと同じ23.8型ワイドに大画面化され、挟額縁フレーム採用により、本体幅は「/C世代」比14 mm増に抑えた。全機種でハイレゾ音源再生対応のオーディオプレーヤ「HiGrand Music Player」を搭載したほか、Core i7搭載モデルはウーファ+YST（ヤマハアクティブサーボテクノロジー）方式のサウンド機能を採用。CPUはCore i5搭載モデルとCore i7搭載モデルは第6世代Core iファミリー（Core i5搭載モデルはCore i5-6200U、Core i7・ダブルチューナー搭載モデルはCore i7-6500U、Core i7・4チューナー搭載モデルはCore i7-6567U）に、Celeron搭載モデル（TVチューナーモデルとTVチューナーレスモデル）はCeleron 3855Uにそれぞれ変更した。
 • /E世代（2016年5月）
動画視聴アプリ「LAVIEチャンネル」の追加をはじめとしたソフトウェア面の強化を行った。なお、基本スペックは「/D世代」を踏襲する。
 • /F世代（2016年9月）
「AudioEngine」において、ヘッドフォン視聴時にサウンドを自動調整する「イマジナリースピーカー」機能を搭載したほか、Core i5搭載モデルとCore i7搭載モデルに搭載されている写真・動画コンテンツ加工ソフトウェア「CyberLink MediaShow BD」の機能強化もおこなった。なお、基本スペックは「/E世代」を踏襲する。また、カタログにも記載されていないが、OSの10にはAnniversary Update（RS1）は適用されていない。
 • /G世代（2017年1月）
全機種で一部アプリの改良を行い、「インフォボード」にはURLや写真・動画ファイルをスマートフォンとの間で交換する機能「インフォボードコネクト」を追加し、「LAVIEチャンネル」はデザインの刷新と各コンテンツプロバイダーを横断しての検索機能を追加。CPUも性能向上（Celeron搭載モデルはCeleron 3865Uに、Core i5搭載モデルはCore i5-7200Uに、Core i7搭載モデルはCore i7-7500Uにそれぞれ変更）し、付属のワイヤレスマウスはレーザー方式からBlue LED方式に変更した。また、Core i7搭載モデルはヤマハ製の「YAMAHAサウンドシステム」を刷新し、スピーカー内蔵パソコンでは世界初となる日本オーディオ協会提唱のハイレゾ基準に対応。スタンド形状を一本足デザインに変更し、最上位モデルのDA970は画面解像度を4K UHD（3,840×2,160ドット）に高解像度化した。
 • /H世代（2017年7月・9月・10月）
最上位モデルのDA970はCPUをCore i7-7567U（Intel Iris Plus Graphics 650を内蔵）に変更し、光学ドライブはUltra HD Blu-rayの再生に対応。それ以外のモデルは「インフォボード」や「インフォボードコネクト」の機能強化を行ったマイナーチェンジ程度で、基本スペックは「/G世代」から踏襲される。また、カタログにも記載されているが、OSの10にはCreators Update（RS2）が適用されている（カスタマイズモデルではRS2が適用されているかは不明）。「/J世代」発表後も継続販売された。
 • /K世代（2018年1月・5月・6月）
約半年ぶりにモデルチェンジ。ラインナップをCore i7搭載のDA770とCeleron搭載のDA350・DA370の3モデルに集約（4K UHD+Ultra HD Blu-rayディスクドライブ搭載機はNEC Direct向けの「LAVIE Direct DA（H）」にて設定されている）。高級オーディオにも用いられているスピーカーネットが新たに採用されたほか、DA770はCPUを第8世代のCore i7-8550Uに、OfficeはHome and Business PremiumからHome & Business 2016に変更され、カラーバリエーションはメタルレッド、ホワイトシルバー、ダークシルバーとなった。DA350とDA370はスピーカーネットの採用とOfficeの仕様変更（Personal 2016に変更）以外の主要スペックは「/H世代」から踏襲される。「/L世代」発表後も継続販売された。
 • /M世代（2019年1月）
約1年ぶりにモデルチェンジ。OfficeをHome & Business 2019に更新するとともに、液晶テレビのようなシンプルデザインへ全面刷新され、新たに、シリーズ最大サイズとなる27型液晶モデル（DA500・DA970）が設定された。27型液晶モデルでは、Windows 10搭載パソコンでは世界初となる音声によるOS起動機能「ボイス起動」が備わり、遠距離での集音性能を高めるため4マイクアレイが搭載されている。23.8型液晶モデルではCPUも変更となり、Celeron搭載モデルはCeleron 4205Uに、Core i7搭載モデルはCore i7-8565Uにとなった。なお、カラーバリエーションはファインブラックのみとなった（ファインホワイトとクランベリーレッドはNEC Direct向けの「LAVIE Direct DA」限定カラーとなる）。

### Desk Tower
「VALUESTAR L」後継のセパレート型デスクトップモデル。型名・型番はDTから始まる。
 • /A世代（2015年1月）
搭載ソフトウェアの強化を行ったマイナーチェンジ程度で、基本スペックは「VALUESTAR L」の「新/T世代」を踏襲する。
 • /B世代（2015年5月）
Core i7搭載モデルはブランドロゴの変更などのマイナーチェンジ程度で、基本スペックは「/A世代」を踏襲するが、Core i3搭載モデルは付属ディスプレイを広視野角のノングレアIPS液晶に性能向上した。
 • /C世代（2015年9月）
OSをWindows 10 Homeに変更したほか、Core i3搭載モデルはCore i3-4170に変更し性能を強化した。
 • /D世代（2016年1月）
VALUESTAR Lの「新/M世代」以来、約2年10か月ぶりにフルモデルチェンジ。CPUが第6世代Core iファミリー（Core i3搭載モデルはCore i3-6100、Core i7搭載モデルはCore i7-6700）に刷新され、本体デザインもマット仕立てに一新された。なお、「/E世代」発表後も継続販売された。
 • /F世代（2016年9月）
写真・動画コンテンツ加工ソフトウェア「CyberLink MediaShow BD」の機能強化（Core i7搭載モデルのみ）や動画視聴アプリ「LAVIEチャンネル」の追加といったソフトウェア面の強化を行った。なお、基本スペックは「/D世代」を踏襲する。また、カタログにも記載されていないが、OSの10にはAnniversary Update（RS1）は適用されていない。なお、「/G世代」発表後も継続販売され、2017年7月からは「LAVIE Direct DT」としてDirect専用モデルに移行した。

### Direct
「LaVie G」・「VALUESTAR G」後継のBTOモデル。カタログモデル同様にいくつかのシリーズがあり（「Hybrid Standard」および「LAVIE Tab」全シリーズを除く）、仕様を選択可能とすることでカタログモデルにはないハイスペック仕様にすることも、価格を抑えた廉価仕様にすることが可能。前身の「LaVie G」・「VALUESTAR G」同様、NEC Directのみで扱う。モデル名・品番名はデスクトップPCはGD、ノートPCはGNから始まる。
前述のとおり、2017年7月からは店頭販売もされていた「Desk Tower」が「Direct」専用モデルの「LAVIE Direct DT」へ移行した。2020年10月には、同じく「Direct」専用モデルで約1リットルの超小型筐体を採用した「LAVIE Direct DT Slim」がラインナップに追加された。

### First Mobile
2020年春モデルで登場した、デタッチャブルタイプの小中学生向け2in1モバイルノート（デタッチャブルタイプの2in1モバイルノートの設定はHybrid ZERO以来となる）。型名・型番はFMから始まる。
 • /R世代（2020年1月）
ディスプレイは教科書サイズの10.1型ワイドとし、広視野角のIPS方式・WUXGAの高解像度仕様で、AF（Anti-Fingerpoint）コーティングが施されたタッチパネルを搭載。充電式（本体収納時に充電）のデジタイザーペンや脱着式のデタッチャブルキーボードが同梱されており、手書き入力やタブレットとしての使用も可能である。液晶パネルに高強度ガラスを、ストレージにeMMC（フラッシュメモリ）をそれぞれ採用し、面加圧試験をクリアする堅牢ボディとしており、「Windows Hello」対応の指紋認証機能も搭載されている。小型サイズながら、USB 3.0 Type-CコネクタやHDMI出力端子を装備するなど、インターフェイス類を充実させている。OSはWindows 10 Proとし、CPUはCeleron N4100を搭載。Office Home & Business 2019がプリインストールされている。FM150のみの設定で、カラーはライトブルーとなる。
NEC Directの「LAVIE Direct FM」では、変更可能項目がOffice・デタッチャブルキーボード・マウスなどの有無程度で、ハードウェアのスペック変更は不可となるものの、SIMフリーLTE対応のワイヤレスWANモジュールが標準搭載される。

### GX
2022年夏モデルで登場した、”プロジェクト炎神”として開発されていたゲーミングパソコンの一つ。型名・型番はGXから始まる。
 • 新/E世代（2022年7月）
家庭用ゲーム機と同じ感覚で操作可能なXboxワイヤレスコントローラー+USB-Cケーブル、プレイ中のボイスチャットが可能なゲーミングヘッドセットを添付。マイクロソフトのゲームサブスクリプションサービス「Xbox Game Pass Ultimate」が3か月間無料で利用可能（無料利用期間終了後はキャンセルをしない限り月額料が課金される）。ゲーミングに熟知した技術者が対応し、初期設定や設定方法などゲームに関する質問を電話でサポートする「LAVIE ゲーミングサポート」も1年間無料で利用可能である。また、ゲームとのコラボレーションも行なわれ、PC-98 40周年企画として期間限定で「プロジェクトEGG」から3,000ポイント（3,000円分）と一部ゲームタイトルの無料プレイ（エントリーが必要で、「プロジェクトEGG」の月額利用料が必要）が、カプコンからは期間限定・先着500名にSteam版のモンスターハンターライズ デラックスエディションのダウンロードコードがそれぞれ進呈される。第12世代intel Coreプロセッサーやグラフィックボードを搭載し、メモリは大容量の16 GB、ストレージにはSSD（PCIe・Gen 4接続）を採用。65 WのCPUクーラーを内蔵し、フロントから取り込まれた空気で本体内部を効率よく冷却するエアフロー設計を採用している。ヘッドフォンマイクジャックを前面に配するとともに、USBは前面・背面に計7ポート（前面:Type-C［3.0規格/5 GbpsのGen 1準拠］が1ポート+Type-Aが2ポート［上部が3.0規格/5 GbpsのGen 1準拠で下部が3.1規格/10 GbpsのGen 2準拠となっている］、背面:Type-A［2.0規格/480 Mbps］が4ポート）、背面のLANコネクタは高速通信を可能にする2.5 GbE対応とし、電源ユニットは「80 PLUS PLATINUM」認証を取得している。なお、ディスプレイは別売、光学ドライブは搭載せず、Microsoft Officeはプリインストールされない。ラインナップは上位モデルのGX750と普及モデルのGX550の2種類をラインナップしており、GX750はプロセッサーがCore i7-12700F、グラフィックボードがNVIDIA GeForce RTX 3060、SSD容量は1 TB。GX550はプロセッサーがCore i5-12400F、グラフィックボードがAMD Radeon RX 6400、SSD容量は512 GB。
NEC Direct取り扱いのカスタマイズモデル「LAVIE Direct GX」ではメモリを最大32 GBまで搭載可能とし、ストレージはHDDとのデュアルストレージ仕様に、OSをWindows 11 Proに変更したり、Microsoft Office（Personal 2021またはHome & Business 2021の選択が可能）、外付けDVDスーパーマルチドライブ、Wi-Fi 6対応ワイヤレスLAN+Bluetoothの追加も可能。Xboxワイヤレスコントローラー+USB-Cケーブルとヘッドセットは「ゲーミングスタートセット」として有無の選択が可能となるため、ゲーミングに限らず動画編集などの高い負荷がかかる作業にも本領を発揮するハイスペックミニタワーのように構成することも可能となる。
 • 新/G世代（2023年8月）
本モデルでカスタマイズモデル「LAVIE Direct GX」のみの設定となった。プロセッサーがIntelの第13世代Core iプロセッサー・ファミリー Sシリーズの末尾にFが付くタイプ（Core i7-13700F/Core i5-13400F）となり、グラフィックボードはNVIDIA GeForceシリーズに一本化され、選択肢にGTX 1650 SUPERを追加。有無の選択が可能なワイヤレスLANはWi-Fi 6E対応となった。

### Home All-in-one
「Desk All-in-one」後継の一体型デスクトップモデル。型名・型番はHAから始まる。 
 • /R世代（2020年1月）
本体をディスプレイの裏に配置したカフェボードスタイルを採用し、27インチモデルでは液晶パネルから音が出る「Crystal Sound Display」を搭載し、「Desk All-in-one」の「/M世代」同様4マイクアレイで声によるシステム起動を行う「Voice起動」機能やCortanaのサポート、HDMI入力機能（HA370を除く）を備える。
Desk All-in-one同様27インチモデルと23.8インチモデルの2種が用意され、CPUはインテルの第10世代Coreプロセッサを採用。HA970・HA770・HA700がCore i7-10510U、HA370がCeleron 5205Uで、メモリはいずれも8 GB（HA370のみDDR4-2400、それ以外はDDR4-2666）。ストレージと光学ドライブはテレビ対応モデル（HA970・HA770）はSSDとHDDのデュアル構成にBDXL対応ブルーレイディスクドライブ、HA700はSSDのみ、HA370はHDDのみでいずれもDVDスーパーマルチドライブとなる。カラーは、ファインブラックとファインホワイトの2色。
NEC Directの「LAVIE Direct HA」では、CPUにCore i5-10210Uが、ストレージはSSD+Optaneメモリー（Intel Optane Memory H10 with Solid State Storage）+HDDや「Desk All-in-one」に採用されていたOptaneメモリー付HDDがそれぞれ選択可能になり、メモリは最大32 GBまで搭載可能となる。

### Home Mobile
2019年秋冬モデルで新設されたモバイルノート。ただし、モバイルノートと言っても家庭内で使用するメインPCとして想定されており、軽量化を図るため光学ドライブレス（別売りの外付け光学ドライブに対応）とし、モバイルノートでは大きめの14型ワイド液晶を搭載している。型名・型番はHMから始まる。
 • /P世代（2019年11月）
全モデルで記憶媒体にNVMeのSSDを採用し、フルHD液晶も狭額縁と落とし込みヒンジで小さく見せ、インモールド成形塗装でスリムさを際立たせた。店頭モデルはCore i7-8565U・SSD512 GB・メモリ8 GBを搭載するHM750とCore i3-8145U・SSD256 GB・メモリ4 GBを搭載するHM350の2種で、カラーはパールホワイト、ネイビーブルーの2色。NEC Direct向け「LAVIE Direct HM」では、Celeron 4205Uを搭載して価格を抑えた構成や、逆にSSDを最大1 GB、メモリを最大16 GBまで強化可能。カラーも量販向けモデルの2色に加えパールブラックが選択可能になる。

### Hybrid Advance
2015年春モデルで新設された大画面2in1ノートモデル。15.6型ワイド液晶を搭載しながら、360度回転するヒンジ構造でディスプレイの開度により、ノート・フラット・テント・タブレットの4通りの使い方ができる。さらに、フラットモードより大きい開度（180度以上）になるとキーボードの周囲がせり上がってキートップと高さが揃い、ラバー製のキーボードガードもせり上がってキーボードが外側に向いた時でもキーボードを保護する「ライジングキーボード」機構を採用した。型名・型番はHAから始まる。
 • /A世代（2015年1月）
CPUにCore i7-5500U、メモリに8 GBメモリを採用。また、外付けBlu-ray Discドライブが同梱する。ストレージが異なるSSDモデルとHDDモデルの2モデルが用意される。
 • /B世代（2015年5月）
プリインストールアプリの強化とバッテリー稼働時間の向上を行った。バッテリー稼働時間以外の基本スペックは「/A世代」を踏襲する。

### Hybrid Frista
2015年春モデルで新設された一体型フリースタイルモデル。大画面ノートと同じ15.6型ワイド・フルHD液晶を搭載するが、奥行160 mmのコンパクトボディとしており、キーボードは本体に収納できるワイヤレスキーボードとして分離。ディスプレイは無段階の角度調整機能を備えている。型名・型番はHFから始まる。
 • /A世代（2015年1月）
ラインナップはCeleron搭載モデル、Core i3搭載モデル、Core i7搭載モデルの3モデルを設定し、光学ドライブはCeleron搭載モデルはDVDスーパーマルチドライブを、Core i3搭載モデルとCore i7搭載モデルにはBDXL対応Blu-ray Discドライブをそれぞれ搭載する。カラーはピュアブラックとピュアホワイトの2色（Core i7搭載モデルはピュアブラックのみ）をラインナップする。
 • /B世代（2015年5月）
「Desk All-in-one」同様、全モデルでソフトウェアDSP「AudioEngine」の性能強化を行った。なお、基本スペックは「/A世代」を踏襲する。
 • /C世代（2015年9月）
OSをWindows 10 Homeに変更したほか、Core i3搭載モデル・Celeron搭載モデルはCPUも変更（Core i3搭載モデルはCore i3-5005UからCore i3-5015Uに、Celeron搭載モデルはCeleron 3205UからCeleron 3215Uにそれぞれ変更）したことで性能を強化した。
 • /D世代（2016年1月）
発売以来初めてフルモデルチェンジされ、奥行が約15 mm短縮してコンパクト化されたほか、インターフェース類をすべて側面に配置することで背面壁ピタ設置も可能になった。ワイヤレスキーボードにはNFCポートが新たに搭載され、片手で取り出し可能な背面収納式となった。CPUも刷新され、Celeron搭載モデルはCeleron 3855U、Core i3搭載モデルはCore i3-6100U、Core i7搭載モデルはCore i7-6500Uにそれぞれ変更した。なお、「/E世代」 - 「/H世代」発表後も継続販売された。

### Hybrid Standard
2015年春モデルまで発売されていた「LaVie U」後継のデタッチャブル式2in1タイプのUltrabook。モデル名・品番名はHSから始まる。
 • /B世代（2015年5月）
基本スペックは「LaVie U」から踏襲されている。
 • /C世代（2015年9月）
OSをWindows 10 Homeに変更。OSの変更を除く基本スペックは「/B世代」を踏襲する。

### Hybrid ZERO
「LaVie Z」後継の軽量・薄型モバイルノートモデル。型名・型番はHZから始まる。本モデルは日本以外でもレノボの「Lenovo LaVie Z Laptop / LaVie Z 360」として販売される。
 • /A世代（2015年1月）
「LaVie Z」を引き継ぐクラムシェルノートタイプに加え、ディスプレイが360度回転する構造とすることでタブレットとしても使えるコンバーチブルタイプを新設し、2タイプとなった。コンバーチブルタイプはCore i5搭載モデルとCore i7搭載モデルを設定するほか、Core i5搭載モデルはフルHD、Core i7搭載モデルはWQHDと画面解像度が異なる。クラムシェルノートタイプはCore i5搭載モデルのみとなるが、第5世代のCore i5-5200Uに変更。NEC Direct用「LAVIE Direct HZ」を含むCore i7搭載モデルは、搭載メモリが8 GBに増大した。さらに、成型が難しいマグネシウムリチウム合金を鍛造を用いることで細かい形状を可能としたほか、タッチパネルは軽量化して液晶パネルと直接貼りあわせ、液晶ディスプレイはボディと一体化して金属フレームを省いたことでタッチパネル非搭載タイプで約779g、搭載タイプで約926gに軽量化された。
 • /B世代（2015年5月）
「Desk All-in-one」・「Hybrid Fiesta」同様、全モデルでソフトウェアDSP「AudioEngine」の性能強化を行った。なお、基本スペックは「/A世代」を踏襲する。
 • /C世代（2015年9月）
OSをWindows 10 Homeに変更。OSの変更を除く基本スペックは「/B世代」を踏襲する。
 • /D世代（2016年1月）
クラムシェルノートタイプ、コンバーチブルタイプはCPUを第6世代Core iファミリー（コンバーチブルタイプのCore i5搭載モデルおよびクラムシェルノートタイプはCore i5-6200U、コンバーチブルタイプのCore i7搭載モデルはCore i7-6500U）に刷新するとともに、コンバーチブルタイプのCore i7搭載モデルはSSDの容量を256 GBに倍増。さらに、本世代でクラムシェルノートタイプやコンバーチブルタイプよりも一回り小さい11.6型が新設され、約398gを実現したタブレットタイプと補助バッテリー付ワイヤレスキーボード「モバイルパワーキーボード」を同梱した約798gのデタッチャブルタイプの2タイプ・3モデルをラインナップ。タブレットタイプはCPUにPentium 4405Yを搭載しており、カバー機能を兼ねた別売りの「フラットカバーキーボード」が用意されている。デタッチャブルタイプはCPUにintel Core m3-6Y30を搭載するほか、ストームシルバーのみ、LTE通信モジュールを内蔵したSIMフリーモデルもラインナップされる。「LAVIE Direct HZ」の11.6インチモデルには、限定色としてプレシャスゴールド、CPUにCore m5-6Y54と8 GBメモリを搭載したモデルが用意される。なお、「/E世代」発表後も継続販売された。
 • /F世代（2016年9月）
動画視聴アプリ「LAVIEチャンネル」を追加し、クラムシェルノートタイプとコンバーチブルタイプは「AudioEngine」にヘッドフォン視聴時にサウンドを自動調整する「イマジナリースピーカー」機能を搭載した。なお、基本スペックは「/D世代」を踏襲する。また、カタログにも記載されていないが、OSの10にはAnniversary Update（RS1）は適用されていない。
 • /G世代（2017年2月）
「Desk All-in-one」や「Note Standard」から少し遅れる形でモデルチェンジ。13.3型液晶モデルは全モデルをコンバーチブルタイプに統一すると同時に構造を刷新し、挟額縁デザインを採用することで「/F世代」よりも表面積を小さくし、モデルチェンジに併せて新設したCore i3搭載モデルはクラムシェルノートタイプよりも軽い約769 g（Core i5搭載モデルとCore i7搭載モデルは大容量バッテリーを搭載するため約831g）を実現した。また、Core i5搭載モデルとCore i7搭載モデルはCPUを第7世代Core iファミリー（Core i5-7200UまたはCore i7-7500U）に変更し、Core i5搭載モデルはSSDの容量を256 GBに倍増。ディスプレイは全モデルでタッチパネル搭載・ノングレアのLED IPS液晶となり、画面解像度はフルHDとなった。カラーはストームブラックに替わって新色のプレシャスゴールドとメテオグレーを加え、既存のムーンシルバーを全モデルに設定したことで3色展開となった。11.6型液晶モデルは「/F世代」にラインナップされていたタブレットタイプを廃止してデタッチャブルタイプのみに集約。基本スペックは「/F世代」を踏襲する。なお、「/H世代」発表後も継続販売され、「/J世代」の発表以降は13.3型液晶モデルのみに集約して継続販売された。
 • /L世代（2018年10月）
約1年8か月ぶりにモデルチェンジ。CPUが第8世代Core iファミリー（Core i5-8250UまたはCore i7-8550U）に変更するとともに、Core i3搭載モデルは本体質量はそのまま（約769 g）でCPUがCore i5-8250Uへスペックアップされた（「LAVIE Direct HZ」ではCore i3搭載モデルが引き続き設定される）。Core i7搭載モデルはSSDの容量を512 GBに倍増した。カラーバリエーションが一部変更となり、ゴールド系はプレシャスゴールドからフレアゴールドに変わり、ムーンシルバーと入れ替えでインディゴブルーが追加された（メテオグレーは継続設定）。

### MINI
2021年1月にNECは、オンラインで開催されたCES2021にて、オプションでゲームパッド型のゲームコントローラを装着し、コンシューマーゲーム機のようにも扱えるノートパソコン「LAVIE MINI」を発表した。プロトタイプモデルであり、今後の要望をみて商品化する予定。ゲーミング志向のパソコンだが、発表当初、同じく並行して商品計画が進行中とされていたNECのゲーミングパソコン開発プロジェクトである「Project Engine」との明確な関連性は示されていかったが、2022年になってプロジェクト内で開発された製品であると正式に判明した。

### N11
11.6型ワイド液晶を搭載した子供・学生向けコンバーチブルモバイルノートモデル。型名・型番はN11から始まる。
 • 新/C世代（2021年10月）
2021年5月よりNEC Direct専用モデル「LAVIE Direct N11」として発売されていたが、本世代よりカタログモデルにも設定された。画面が360度回転する構造でタッチパネルを搭載するため、ノートPCだけでなく、テント・スタンド・タブレットの4つのスタイルで使用可能。筆圧感知対応のデジタイザーペンが同梱されており、使わない時は本体に収納し、電源ON時には充電も可能である。キーボードは静音設計としているほか、防滴構造を採用し、キートップに抗菌塗料を塗布。タッチタイピングの基本となる指の分担を色分け（特に、人差し指では左右で別々の色を使用）することで明瞭化するとともに、かな表記をアルファベットの小文字に変え、「CapsLock」キーや「Shift」キーなどにはカナが振られたタイピングカバーも同梱する。MIL規格に定めた耐久試験をクリアするとともに、落下試験や面加圧試験もクリアした堅牢ボディとしている。なお、2021年春モデルの「LAVIE Direct N11」からスペックアップされ、OSがWindows 11 Proに変更、Microsoft Officeはプリインストールとなり、Home & Business 2021に変更。CPUはCeleron N5100に変更となり、ストレージ容量が128 GBに倍増、ワイヤレスLANがWi-Fi 6（IEEE802.11ax）に対応した。
また、NEC Direct向けの「LAVIE Direct N11」は2021年春モデルと2021年秋冬モデルが併売となり、2021年春モデルはOSでWindows 11 Proの選択が可能となった。2021年秋冬モデルはストレージ容量が2021年春モデルと同じ64 GBとなるが、2021年春モデルと同じく、SIMフリー仕様のワイヤレスWANの搭載が可能となる。

### N12
Note Mobile後継の12.5型ワイド液晶を搭載したエントリークラスのモバイルノートモデル。型名・型番はN12から始まる。
 • 新/B世代（2021年1月）
Note Mobileの/R世代以来約1年ぶりのモデルチェンジとなり、シリーズ名がN12に変更された。
カタログモデルのラインナップはCore i5搭載モデルのN1255とCore i7搭載モデルのN1275の2モデルとなる。CPUは第11世代となり、N1255はCore i5-1130G7、N1275はCore i7-1160G7へそれぞれ性能を強化し、同時に、全モデルにおいてグラフィックスが「intel Iris Xe Graphics」となり、Note Mobileでは非対応だったWi-Fi 6（IEEE802.11ax）に対応した。また、MAMORIOとの共同開発による紛失防止ソリューション「MAMORIO PC」が搭載されており、予めスマートフォンに専用アプリをインストールし、設定・接続を行うことで、パソコンとスマートフォンで通信を行い、一定以上距離が離れるとスマートフォンに通知が表示されるほか、紛失した際の位置情報の確認や捜索も可能となる。購入後2年間の無償サービスが付帯し、3年目以降も有料でサービスの延長が可能である。
NEC Direct向けのカスタマイズモデル「LAVIE Direct N12」では、CPUでカタログモデルには設定されていないintel Core i3-1110G4プロセッサーや、ボディカラーで限定カラーのパールブラックの選択が可能である（ただし、パールブラックはCPUでCore i5-1130G7プロセッサーを選択した場合のみ選択可能）。

### N13
13.3型ワイド液晶を搭載したコンパクトモバイルノートモデル。型名・型番はN13から始まる。
 • 新/D世代（2022年2月）
プロセッサーにAMD社製のAPU「Ryzen 5000シリーズ モバイル・プロセッサー」が採用されており、N1335はヘキサコア（6コア）のRyzen 3 5300U、N1355はオクタコア（8コア）のRyzen 5 5500U、N1375は同じくオクタコアで、動作周波数やキャッシュメモリ容量を増やしたRyzen 7 5700Uを搭載。ストレージにSSDを搭載し、ワイヤレスLANはWi-Fi 6（IEEE802.11ax）に対応する。カラーは3モデル共に、ネイビーブルーと新色のメタリックライトブルーの2色展開となる。
NEC Direct向けのカスタマイズモデル「LAVIE Direct N13」では、「LAVIE Direct N12」同様に限定カラーのパールブラックの選択が可能となっており、パールブラック選択時には電源ボタンにWindows Hello対応の指紋センサーが搭載される。
 • 新/F世代（2023年1月）
初のモデルチェンジ。プロセッサーが第12世代intel Core プロセッサー・ファミリーへ刷新（N1335はCore i3-1215U、N1355はCore i5-1235U、N1375はCore i7-1255Uをそれぞれ搭載）され、ワイヤレスLANはWi-Fi 6Eに対応した。
 • 新/H世代（2023年10月・11月）
先行でNEC Direct向けのカスタマイズモデル「LAVIE Direct N13」をモデルチェンジ。プロセッサーが新/D世代以来となるAMD社製となり、「Ryzen 7030シリーズ・プロセッサー」（Ryzen 7 7730U/Ryzen 5 7530U/Ryzen 3 7330U）へ変更。カラーバリエーションはメタリックライトブルーが廃止され、ネイビーブルーと限定カラーのパールブラックの2色展開となった。なお、直販モデルにおいては2023年冬発売モデルの第12世代Intel製CPU搭載版もしばらくの間併売していたが、Intelモデルは終売し、追ってRyzenモデルもN13 Slim（2代目モデル・新/J世代）と入れ替える形で販売を終了した。
その翌月に店頭販売モデルをモデルチェンジ。後述するN13 Slimの追加に伴ってエントリーモデルの位置づけとなり、ラインナップをCore i5-1235Uを搭載したN1350のみに集約。SSDの容量が新/F世代のN1355から半減され、256 GBとなった。

### N13 Slim
N13の追加モデルとして設定された13.3型ワイド液晶を搭載したコンパクトモバイルノートモデル。型名・型番はN13から始まる。
 • 新/H世代（2023年11月）
バッテリーの大容量化に加え、通常時よりもバッテリー駆動時間を延ばすことが可能な「ロングバッテリーモード」を搭載。「つながる!LAVIE」はワンクリックデータ移行やiPhone間とのデータ共有にも対応した。プロセッサーが第13世代Intel Core プロセッサー・ファミリーのUシリーズ（N1355はCore i5-1335U、N1375はCore i7-1355U）となり、N1355はメモリ容量を16 GBに倍増する一方、SSD容量を256 GBに半減。ディスプレイは「Corning Gorilla Glass」を採用したフルフラットガラス仕様の「スーパーシャインビューLED IPS」となり、アスペクト比を16:10としたことで画面解像度が縦の表示領域が拡大されたWUXGA（画面解像度:1,920×1,200ドット）となった。本体カラーはN13と共通のネイビーブルーに加え、新色のスカイシルバーも設定される。
NEC Direct向けのカスタマイズモデル「LAVIE Direct N13 Slim」では、限定カラーのパールブラックの選択が可能となるほか、バッテリーは大容量と標準タイプの2種類から、プロセッサーは店頭販売モデルには設定されていないCore i3-1305Uを含めた3種類から、SSDは大容量の2 TBを含む4種類からそれぞれ選択可能で、メモリはプロセッサーでCore i7を選択した場合32 GBを選択することが可能となる。

### N14
Home Mobile後継の14型ワイド液晶搭載ホームモバイルノートモデル。型名・型番はN14から始まる。
 • 新/B世代（2021年1月）
Home Mobile以来約1年2か月ぶりのモデルチェンジとなり、シリーズ名がN14に変更された。
カタログモデルのラインナップはintel製CPU搭載モデルのN1475とAMD製APU搭載モデルのN1435の2モデルをラインナップする。両モデル共にHome Mobileでは非対応だったWi-Fi 6（IEEE802.11ax）に対応したほか、N1475はCPUを第11世代のCore i7-1165G7へ性能を向上。N1435はプロセッサーをAMD製APUのRyzen 3 3250Uに変更するとともに、メモリ容量を8 GBに倍増された。
NEC Direct向けのカスタマイズモデル「LAVIE Direct N14」では、プロセッサーでカタログモデルには設定されていないintel Core i5-1135G7やAMD 3020 eの選択が可能なほか、Home Mobile同様に、SSDの容量を1 TBに、ボディカラーで限定カラーのパールブラックの選択がそれぞれ可能となる。
 • 新/C世代（2021年10月）
全モデルでOSをWindows 11 Home 64bitに、Microsoft OfficeをHome & Business 2021にそれぞれ変更。また、N1435はプロセッサーをintel Core i3-1115G4に変更された（従来搭載されていたAMD Ryzen 3 3250Uはカスタマイズモデルの「LAVIE Direct N14」で選択可能となる）。
 • 新/G世代（2023年8月）
約1年10か月ぶりにモデルチェンジ。プロセッサーが第12世代intel Core プロセッサー・ファミリーへ刷新（N1435はCore i3-1215U、N1475はCore i7-1255Uをそれぞれ搭載）され、ディスプレイはWUXGA（1,920×1,200ドット）に高解像度化（カスタマイズモデル「LAVIE Direct N14」は従来通りフルHDとなる）。ワイヤレスLANはWi-Fi 6Eに対応した。また、N1475はメモリを16 GBに倍増された。カスタマイズモデルの「LAVIE Direct N14」はプロセッサーがインテル製に統一されたことでCeleron 7305やCore i5-1235Uが選択可能となり、メモリは選択肢に32 GBが追加された。なお、本製品に代わって登場した「N14 Slim」発表以降は販売を直販中心に縮小した上で継続している。

### N14 Slim
N14の後継モデルとして設定された14型ワイド液晶を搭載した大画面モバイルノートモデル。型名・型番はN14から始まる。
 • 新/H世代（2023年11月）
N13 Slim同様に「ロングバッテリーモード」の搭載や「つながる!LAVIE」の機能強化が行われた。プロセッサーは「AMD Ryzen 7030Uシリーズ モバイル・プロセッサー」が採用され、N1475はRyzen 7 7730Uを、N1455はRyzen 5 7530Uをそれぞれ搭載。メモリは2モデル共に16 GBとなる。また、電源ボタンが指紋センサ一体型となり、キーボードにバックライトが内蔵された。しかし英語配列をベースにしている為、その点操作性において評価が分かれるとしている（N15 Slimも同様に英語配列ベースのものを採用）。ディスプレイはフルHDとなり、カラーはネイビーブルーのみとなった。
NEC Direct向けのカスタマイズモデル「LAVIE Direct N14 Slim」では、プロセッサーはRyzen 3 7330U、SSDに1 TBがそれぞれ選択可能で、店頭販売モデルにない仕様にすることも可能である。

### N15
Note Standard後継の15.6型ワイド液晶搭載ノートモデル。型名・型番はN15から始まる。Note Standardは長らくレノボのIdeaPadを元にカスタマイズされた物となっていたが、本シリーズからは再びNECオリジナルとなっている。
 • 新/A世代（2020年7月）
VEGAやPro Mobileと共通のデザインが採用され、天板は凹凸やつなぎ目を無くして中央に「Wトライアングル」シンボルのみを配したシンプルデザインとなり、キーボードはPro Mobileの/S世代で採用された「シリンドリカル構造」を採用。音響面ではヤマハ製の「AudioEngine」を搭載するほか、「ミーティング機能」や「ノイズサプレッサー」も搭載する。さらに、上位モデルには2Wのヤマハ製スピーカーも搭載し、「Sound by YAMAHA」のロゴ認証も取得している。プロセッサーは一部の上位モデルを除いて全てAMD社製APUとなり、ストレージは最廉価モデルを除いてPCIe方式のSSDを搭載。中・上位モデルはワイヤレスLANがWi-Fi 6（IEEE802.11ax）に対応した。
ラインナップはオクタコア（8コア）のAMD Ryzen 7 Extreme Edition・1 TB SSD・16 GBの大容量メモリを搭載した最上位のN1585、本シリーズで唯一となるintel社製のCPUとなるCore i7-10510Uに512 GB SSDと8 GBメモリを搭載した上位のN1575、オクタコアのAMD Ryzen 7 4700U・256 GB SSD・8 GBメモリを搭載したN1565、デュアルコアのAMD Ryzen 3 3250Uと4 GBメモリを搭載したN1535、AMD Athlon Silver 3050Uを搭載したN1515、N1515のストレージを500 GB HDDに変更した最廉価のN1510の6モデルを用意。カラーはN1585はネイビーブルーのみ、N1510はパールホワイトのみ、N1515はネイビーブルーとパールホワイトの2色、そのほかのモデルはネイビーブルー・パールホワイト・カームレッドの3色となる。
NEC Direct向けカスタマイズモデルの「LAVIE Direct N15」では、カタログモデルでは設定されないCore i5-10210U、Core i3-10110U、Pentium Gold 6405U、Celeron 5205Uの選択が可能なほか、カタログモデルでは設定されないヘキサコア（6コア）のAMD Ryzen 5 4500Uや限定カラーのパールブラック（AMD Ryzen 7 Extreme Edition選択時を除く）の選択が可能なAMD Ryzenモデルの「LAVIE Direct N15（R）」、AMD Athlon Silver 3050Uに加え、AMD 3020eの選択が可能で、限定カラーのパールブラックのボディとしたエントリーモデルの「LAVIE Direct N15（A）」も設定される。
 • 新/B世代（2021年1月）
N1575とN1535をモデルチェンジ（そのほかのモデルは新/A世代を継続）。Core i7を搭載するN1575は第11世代のCore i7-1165G7に変更し、グラフィックスも「intel Iris Xe Graphics」へ強化。N1535はプロセッサーをintel製CPUのCore i3-1135G7へ変更され、メモリ容量が8 GBに倍増された。
「LAVIE Direct N15」ではCore iファミリー搭載モデルが第11世代への移行に伴ってモデルチェンジされ、カスタマイズモデルでのみ選択可能なCore i5がCore i5-1135G7となり、メモリで8 GB以上を選択した場合はCPU内蔵グラフィックスが「intel Iris Xe Graphics」へ強化される。
 • 新/C世代（2021年10月・11月）
全てのラインナップでOSをWindows 11 Home 64bitに、Microsoft OfficeをHome & Business 2021にそれぞれ変更。また、モデルのラインナップを絞り、N1510・N1515のエントリー2モデルが廃止され、N1535はCPUを第10世代のCore i3-10110Uに変更し、カラーバリエーションをネイビーブルーとパールホワイトの2色としたN1530となり、新たにAMD Ryzen 5 5500Uと8 GBメモリを搭載したN1555を追加し、既存のN1565・N1575・N1585を含めた5モデルに整理。併せて、AMD社製プロセッサー搭載の既存モデルのスペックも変更され、N1565はプロセッサーをスレッド数が16に倍増したAMD Ryzen 7 5700Uに変更され、SSDの容量を512 GBに倍増。N1585は動作周波数とキャッシュメモリ容量が向上されたAMD Ryzen 7 5800Uに変更された。
11月には追加モデルとして、NEC Direct向けカスタマイズ専用の「LAVIE Direct N15（S）」を追加。「Dolby Audio」を搭載し、Webカメラに物理的なカバーで覆う「プライバシーシャッター」を採用する。また、CPUは第11世代Core iファミリー（Core i3-1115G4/Core i5-1135G7/Core i7-1165G7）に加え、Celeron 6305UやPentium Gold 7505の選択も可能で、HomeとProを選択可能なWindows 11モデルだけでなく、Windows 11 Proのダウングレード権を適用したWindows 10モデルも用意される。カラーはカームホワイトとカームブラックの2色を用意する。
 • 新/E世代（2022年7月・10月）
N1530・N1555・N1565の3モデルがアップデートされ、N1530はプロセッサーを第11世代のCore i3-1115G4に変更、液晶解像度をフルHDに高解像度化してN1535に、N1555とN1565はプロセッサーをインテル製のCore i7-1165G7に、液晶を視野角が広い「スーパーシャインビューLED IPS」にそれぞれ変更して、N1555はN1570に、N1565は16 GBに大容量化してN1573へそれぞれモデル名が変更された。
10月には、プレミアムモデルのN1575とN1585をモデルチェンジ。プロセッサーが第12世代のCore i7-1260Pとなり、SSDはPCIe Gen4に、Wi-Fiは6 GHz帯の利用が可能なWi-Fi 6Eにそれぞれ対応（Wi-Fi 6Eはアップデートモジュールの適用が必要）。GXシリーズ同様に「Xbox Game Pass Ultimate」の3か月間無料特典が付与される。N1575はメモリ容量をN1585と同じ16 GBに倍増。N1585は光学ドライブを非搭載（オプションの外付けDVDスーパーマルチドライブでの対応）とする代わりに、グラフィックスにディスクリートGPUのIntel Arc A350M Graphicsが搭載され、プロセッサーやGPUの性能を引き出すためデュアルファンを搭載している。
 • 新/F世代（2023年1月）
エントリー・ミドルクラスの3モデルをアップデート（プレミアムモデルのN1575とN1585は新/E世代を継続）。3モデル共にワイヤレスLANをWi-Fi 6Eに対応したほか、N1535はプロセッサーを第12世代のCore i3-1215Uに、ディスプレイは広視野角仕様のスーパーシャインビューLED IPS液晶にそれぞれ変更。N1570はプロセッサーを第12世代のCore i7-1255Uに変更し、メモリ容量を16 GBに倍増した。また、N1573を廃止する替わりに、新/C世代以来となるAMD社製プロセッサー搭載モデルN1565が復活。プロセッサーがAMD Ryzen 7030Uシリーズ・プロセッサーのオクタコア（8コア）仕様となるRyzen 7 7730Uとなった。
 • 新/G世代（2023年8月）
エントリー・ミドルクラスの3モデルをモデルチェンジ（プレミアムモデルのN1585は新/E世代を継続）。N1535とN1570はプロセッサーが第11世代Core iファミリー（N1535はCore i3-1115G4、N1570はCore i7-1165G7を搭載）となり、それに伴ってワイヤレスLANはWi-Fi 6対応にスペックダウン。N1575は廃止となったN1565からAMD Ryzen 7 7730Uを引き継ぎ搭載された。
 • 新/H世代（2024年1月・7月）
N16の設定に伴い、カタログモデルはラインナップをN1577の1モデルへ集約。プロセッサーが第13世代のCore i7-1360Pとなり、ワイヤレスLANは再びWi-Fi 6E対応へ変更。グラフィックスが新/E世代以来となるディスクリートGPUのIntel Arc A350M Graphicsが搭載された一方、光学ドライブは非搭載化。カラーはネイビーブルー1色のみとなった。「LAVIE Direct N15」は光学ドライブ（DVDスーパーマルチドライブ/USB接続による外付け方式）の搭載が可能となり、カラーが限定カラーのパールブラックを加えた2色となる。
2024年7月には「LAVIE Direct N15」の内蔵グラフィックスモデルもモデルチェンジ。プロセッサーはCore iファミリーが第12世代（Core i3-1215U/Core i5-1235U/Core i7-1255U）に、Celeronが7305にそれぞれ変更された。
 • 新/J世代（2025年2月）
NEC Direct限定の直販専売であるAMD製APUモデル「LAVIE Direct N15(R)」のみモデルチェンジ。これまでのRyzen 7030UシリーズからRyzen 7035Uシリーズに刷新、これにより性能が従来のモデルに比べ向上した。液晶画面が15.6型のフルHDになっている事以外は後途するN16(R)とほぼ同等設定であり、カラーもIntelのiGPUモデルと同様にパールホワイトのみへと変更になった。

### N15 Slim
2023年夏モデルで新設された同じ直販専売であるN15（S）の事実上後継モデルであり、光学ドライブを省き（外付けDVDスーパーマルチドライブを別途追加可能）、熱排気設計の合理化により薄型・軽量化が図られたモデル。NEC Direct限定のカスタマイズ専用モデル（先途する兄弟機種であるN14 Slimとは異なり直販専売のため型名・型番は表記されない）となる。
 • 新/G世代（2023年7月）
プロセッサーは第13世代Intel Coreプロセッサー・ファミリーのUシリーズ（Core i3-1305U/Core i5-1335U/Core i7-1355U）に加え、メールやインターネットなどのライトユーザー向けとなるIntel U300プロセッサーも選択可能。ディスプレイは2辺（左右）狭額縁仕様の15.6型ワイド フルHDノングレア液晶が搭載される。本体カラーはカームブラックとフロストブルーの2色が用意される。OSはWindows 11（Home/Pro）に加え、Windows 10 Pro（Windows 11 Proのダウングレード権を行使してあらかじめプリインストール済、Windows 11 Proのライセンスと再セットアップディスクを添付）も選択可能となる。第13世代Intel Coreプロセッサー・ファミリー選択時には数量限定でAdobe Creative Cloud フォトプランを1年間利用可能なライセンスカードが添付され、「Xbox Game Pass Ultimate」が3か月間無料で利用可能（18歳未満の方は利用不可）となる。

### N16
2024年春モデルで新設された16型ワイド液晶搭載ノートモデル。型名・型番はN16から始まる。
 • 新/H世代（2024年1月）
従来のN15の一部モデルのディスプレイを16型・WUXGAに大画面化・高解像度化したモデル。プロセッサーはN1635とN1670は第12世代Core iファミリー（N1635はCore i3-1215U、N1670はCore i7-1255U）を、N1675はAMD Ryzen 7 7735Uをそれぞれ搭載。ワイヤレスLANはWi-Fi 6E対応となる。ボディカラーはパールホワイト、ネイビーブルーに加え、新色のオリーブグリーンを加えた3色が用意される。
NEC Direct限定モデルの「LAVIE Direct N16」はカラーに限定カラーのパールブラックを加えた4色となり、プロセッサーの選択肢にIntel製CPUモデルはCeleron 7305やCore i5-1235U・そしてCore i7-1260Pが、AMD製APUモデルはRyzen 3 7335UとRyzen 5 7535Uがそれぞれのカスタマイズ内容として追加される（Core i7-1260Pはカラーがパールブラックを選択した場合のみ設定可能）。
 • 新/J世代（2025年2月）
店頭モデルではCore i7-1255U搭載のN1670が廃止（なお直販対応分においては引き続き設定）し、その代替にCore i5-1235Uを搭載したN1655が新たにバリエーション設定として追加。N1675は引き続きRyzen 7 7735Uを搭載する一方でバッテリーの容量を前モデルから減量すると共に内蔵光学ドライブをブルーレイからDVDスーパーマルチへ、WebカメラをHD(720p)対応にそれぞれ変更し、付属のマウスを省略する事で低価格化した。他に、主な特徴としてFnキーとCtrlキーが入れ替えられ、アプリケーションキーがCopilotキーに変更。また、AIによるトラブルシューティングアプリ「LAVIE AI Plus」が装備され、同機能を起動させるためのショートカットキーが追加されている。Microsoft Officeは、Home & Business 2024+Microsoft 365 Basicに変更された。
NEC Direct限定モデルの「LAVIE Direct N16」は従来通りCore i7-1260Pを選択できる（これを選択した場合、WebカメラはフルHD対応Webカメラになる代わりにカラーはパールブラックのみ設定）が、Celeron 7305は消滅。そのためIntelモデルは全て第12世代Core iファミリーとなった。「LAVIE Direct N16(R)」は、「LAVIE Direct N16」同様光学ドライブ無しもしくはブルーレイドライブの装着が可能で、両モデル共通で大容量バッテリーの変更や指紋認証（Windows Hello対応）が選択可能。
 • 新/K世代（2025年7月）
量販モデルでは中・下位機種のCPUを第13世代にアップデートし、上位機種では引き続きRyzen 7 7735Uを採用している。これに加えて上位機種のCPUにメモリ32 GBとSSD1 TBを搭載したN1685を新設（カラーはネイビーブルーのみ設定）。しかしN1685以外でのメモリ構成が8 GBの2枚から16 GBの1枚に変更された。これにより若干性能が落ちるとされているが、本体底面に増設可能なカバーを搭載し、最大32 GBまでメモリ拡張ができる。その他、中・下位機種のSSDを512 GBに増量した事以外は「新/J世代」に準ずるものを踏襲している。
NEC Direct向けのカスタマイズモデル「LAVIE Direct N16」では、CPUにCore i7-1355Uまたは1360Pを含むIntel製の第13世代Core iプロセッサー・ファミリーを搭載したモデルもしくはAMD製のRyzen 7035Uシリーズ モバイル・プロセッサーを搭載したモデルのいずれかが選択でき、メモリは最大32 GB（これのみデュアルチャネル動作でそれ以外の選択はシングルチャネル動作となる）にSSDストレージは最大1 TBまで、大容量バッテリーの変更と内蔵光学ドライブや指紋認証・Bluetoothマウスの有無などがそれぞれ設定できる。なお、フルHD対応WebカメラはCore i7-1360P搭載モデルのみの選択となった。

### NEXTREME
2024年11月から登場したモバイルノートで、「NEXTREME Carbon」及び「NEXTREME Infinity」に次ぐNEXTREMEシリーズの第3弾。型名・型番はXから始まる。 
 • 新/J世代（2024年11月）
店頭モデルはX1475/JASのみの展開。CPUに、NEXTREMEシリーズでは初となるAMD Ryzen AI 7 PRO 360プロセッサを搭載。Copilot+ PC対応。メモリは32 GBを搭載し、SSDは512 GB。OfficeはHome & Business 2024+Microsoft 365 Basic。NEC Directの「LAVIE Direct NEXTREME」では、SSDを最大2 TB、Officeの有無、Windows 11 Proが選択可能。

### NEXTREME Carbon

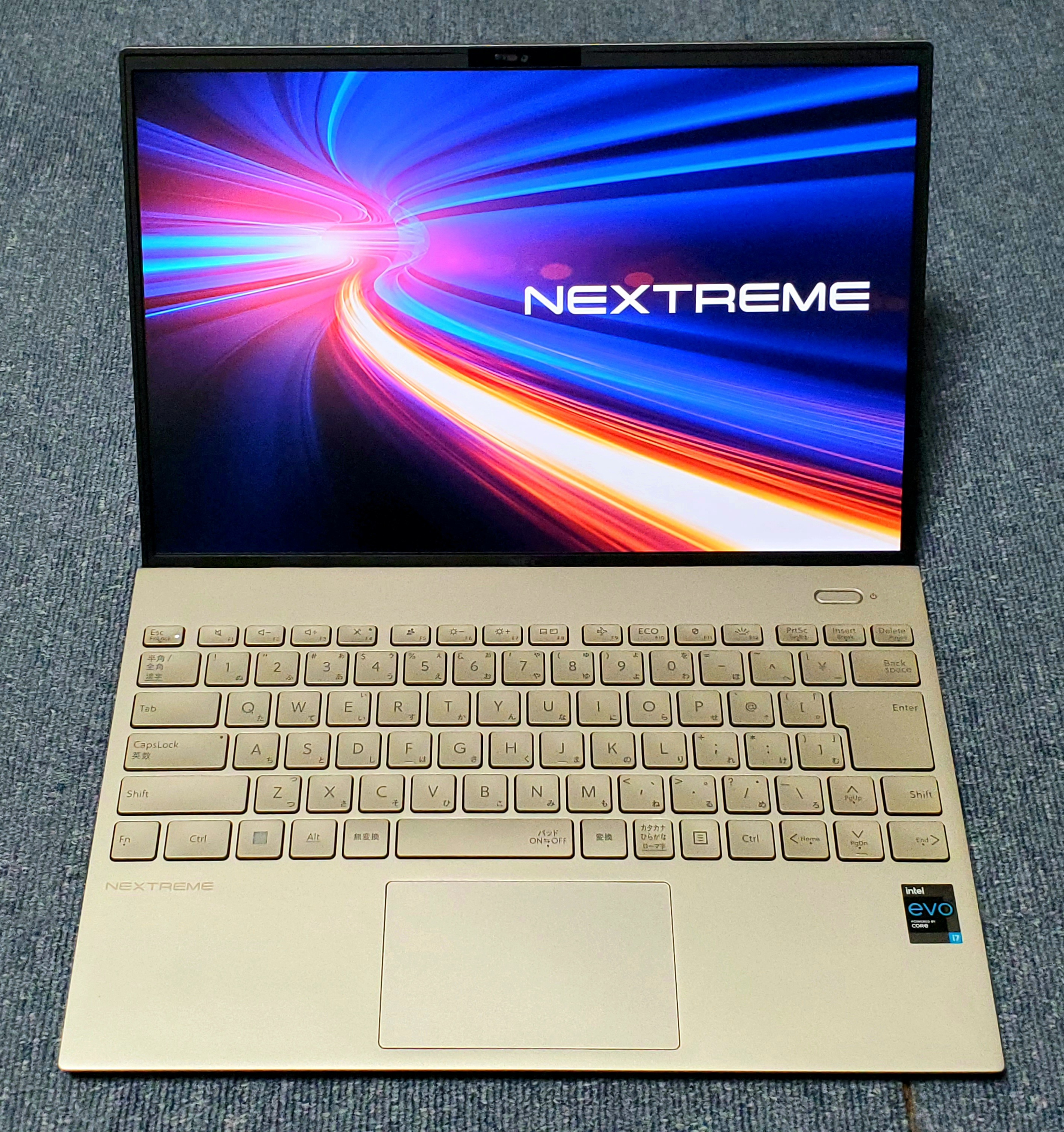
LAVIE NEXTREME Carbon XC750/DAG

2022年春モデルで新設された、「LAVIE Pro Mobile」の後継で且つ、「LAVIE」の上位モデルとして展開するブランドの第1弾となる14型液晶搭載のモバイルノート。型名・型番はXCから始まる。
 • 新/D世代（2022年2月）
天板と底面にはカーボン素材が用いられており、高剛性を確保しながら薄型・軽量設計としている。キーボードはキートップを凹ませたシリンドリカル形状とし、開けたときに適度な傾斜がつくリフトアップヒンジを採用。ファンクションキーに予め音量調節やマイクオフなどの機能を割り当て済みにすることで「Fn」キーを押さなくてもキー1つとで操作可能な「ワンタッチアクションキー」を採用。一部のモデルには周囲の明るさに応じて点灯・消灯する自動モードを備えたバックライト付となる。プロセッサーにはIntelの第11世代Core iファミリーが採用されており、XC550にはCore i5-1155G7を搭載。XC750とXC950にはCore i7-1195G7を搭載し、Intel Evoプラットフォームに準拠する。ディスプレイはアスペクト比16:10のWUXGAとしたLED IPS ノングレア液晶を採用する。Wi-Fi 6（IEEE802.11ax）対応のワイヤレスLANに加え、XC950にはSIMフリー仕様のワイヤレスWAN（LTE/3G対応）も搭載しており、nano SIMとeSIMのデュアル構成となる。カラーはペールゴールドとメテオグレー（XC950を除く）の2色である。
NEC Direct向けカスタマイズモデルの「LAVIE Direct NEXTREME Carbon」では、電源ボタンにWindows Hello対応の指紋センサーが搭載され、Thunderbolt 4・バックライトキーボードなしの場合に限り、バッテリを大容量タイプに加えて本体の軽量化を図る標準タイプの選択が可能となるほか、Core i7搭載モデルではストレージの選択肢にカタログモデルでは設定されない2 TB SSDが設定され、Core i7・16 GBメモリ搭載モデルはワイヤレスWANを5G/LTE/3G対応にすることも可能である。
 • 新/F世代（2023年1月）
N13同様初のモデルチェンジ。プロセッサーが第12世代に更新（XC550はCore i5-1235U、XC750とXC950はCore i7-1255U）され、ワイヤレスLANはWi-Fi 6Eに対応。マイクの集音範囲をパソコンの正面のみにする「ビームフォーミング」、相手に音声を聞こえやすくするために周囲の雑音を抑える「ノイズサプレッサー」、残響を抑える「ルームエコー機能」などを備えた「ミーティング機能」を実現するヤマハ製「AudioEngine」を搭載。XC550はメモリ容量を他のモデルと同じ16 GBに倍増。更に、別売りのLAVIE Tab（2022年8月発売以降のモデル）をセカンドモニタやペン入力デバイスとして活用可能な「つながる!LAVIE」が搭載された（同日発表のN13およびN15も該当）。
NEC Direct向けカスタマイズモデルの「LAVIE Direct NEXTREME Carbon」はほぼ新/D世代に準じてメモリを8 GB・標準タイプバッテリーにして軽量化することも可能で、プロセッサーでCore i7を選択した場合、メモリを最大で32 GBにすることが可能となった。
 • 新/H世代（2023年11月）
プロセッサーが第13世代に更新（XC550はCore i5-1335U、XC750はCore i7-1355U）され、N13 Slim/N14 Slim同様に「ロングバッテリーモード」の搭載や「つながる!LAVIE」の機能強化が行われた。なお、当世代ではLTE/3G対応ワイヤレスWAN内蔵モデル（XC950）が店頭販売モデルのラインナップから外れ、本製品の直販モデルにあたる「LAVIE Direct NEXTREME Carbon」での設定に移行された。
NEC Direct向けカスタマイズモデルの「LAVIE Direct NEXTREME Carbon」はメモリ8 GBならびMサイズバッテリの選択が消滅。これにより軽量モデル構成は廃止となった。また、5G/LTE/3G対応ワイヤレスWANは最大メモリ容量32 GBでなお且つプロセッサーがCore i7を選択した場合のみ搭載できる設定になった。

### NEXTREME Infinity
「NEXTREME Carbon」に次ぐNEXTREMEシリーズの第2弾となり、LAVIEノート史上最高峰のパフォーマンスを追求したフラッグシップノートと位置づけられる。本シリーズはVEGA以来の高性能モデルでありながら同社が今まで培ってきた技術やノウハウを結集しつつ『全てを詰め込んだ集大成』とも呼べ『意欲ある挑戦的な一台』に仕上がっている。型名・型番はXFから始まる。
 • 新/G世代（2023年8月）
PC-9800シリーズ40周年を記念したモデルになっており、店頭ならび直販での合算4,000台限定生産販売とアピールしている（なお生産台数の内訳は非公表）。店頭モデルはXF950のみで、カラーはアルマイトブラックの単色展開となっている。プロセッサーはIntelの第13世代Core i7-13700Hが採用され、グラフィックスユニットには2022年秋冬発売モデルのN1585に引き続きディスクリート（外部及び単体）GPUとして本製品の発表に合わせ新たに開発した「Intel Arc A-series」のミドルスペッククラスであるIntel Arc A570M Graphicsを搭載。システムメモリに同社ブランド製PC初のDDR5メモリを採用。この組み合わせにより日本国内大手PCメーカー（BTOブランドを除いて）のノートパソコン製品においては稀有で高度なパフォーマンス処理性能を実現している。また高負荷稼働時における温度上昇を抑えるために冷却システムが備わっており、本体底面に適切な空間が確保されるとともに、プロセッサーとGPUの2か所にファンと複数のヒートパイプを備えた「デュアルファン冷却システム」が採用されている。その為電源アダプタは230 W出力対応のものが付帯し、バッテリーは約3980 mAh（56 Wh・カタログでは非公表となっているが公式の分解イメージ映像にて確認が取れた。）の大容量タイプが使われており、充電は約2時間程度で電池使用時においての最大駆動は約9時間後半以上とされている。ディスプレイはDisplayHDR 500 True Blackに対応した16型ワイド スーパーシャインビュー有機ELが搭載され、アスペクト比は縦に少し長い16:10、解像度はWQUXGA（3,840×2,400ドット）の高解像となっている。キーボードはシリンドリカルと呼ばれるキートップに凹みを持たせ、ステップスカルプチャーと呼ばれる本体に傾斜をつけた仕様に加え白色LEDバックライト（明るさは2段階で調節可能）の組み合わせが採用されたとし、ディスプレイ上部にはフルHD解像度対応のWebカメラ（プライバシーシャッター機能付き）とバイオレットライトLEDを搭載している。インターフェイスはThunderbolt 4/USB 4.0（最大転送速度40 Gbpsもしくは20 Gbpsの両規格に対応）/USB 3.2規格相当に対応した相互接続機能（Super Speed Double Plus/20 Gbpsのネイティブ転送・CPU側によるサポートで対応）/DisplayPort Alternative Mode/USB Power Delivery充電にそれぞれ対応したUSB Type-C端子1基を筆頭に、USB 3.1規格のType-A端子を2基（転送速度10 Gbps/Gen 2準拠・うち左側の1基は電源OFF時による外部常時給電に対応）、HDMI出力端子を1基、有線LAN端子を1基、3.5 mmヘッドセット端子を1基、SDカードスロット（XC対応）を搭載している。また添付ソフトにはバーチャルライバー（いわゆるVTuberあるいはVLiverの事を指す）になりきれるため用意した本機オリジナルバーチャルライバーガイドとアバターソフト「3teneFREE」（オリジナルキャラの『ルヴィ』を内蔵）、音声加工ソフト「Voidol2」・クリエイティブ用途としてCorel（現社名はAlludoとなっているが本ソフトはAlludoとしてのブランドは使用しておらず、従来のCorelブランドのままである。）の画像編集ソフト「PaintShop Pro 2023」に動画編集ソフト「VideoStudio Pro 2022 SE」・そしてゲーム遊び放題サブスクリプションサービス「Xbox Game Pass Ultimate」の3か月無料利用権（それにあたってはクレジットカードの登録が必要でなお且つ18歳未満は利用できない）やレトロゲーム配信サービス「プロジェクトEGG」より一部のタイトル（会員登録なしでプレイできるものもあるが内容によってはメールアドレスなどの登録が必要）がそれぞれプリインストールされている。
NEC Direct限定のカスタマイズモデルとして「LAVIE Direct NEXTREME Infinity」も設定されており、プロセッサーはIntelの第13世代Core iプロセッサー・ファミリーのHシリーズ（量販モデルと同じCore i7-13700Hの他、より高性能なCore i9-13900Hやコストを抑えたCore i5-13500Hの3種類よりいずれか）の選択が可能となり、メモリは最大64 GBまで、SSDは最大2 TBまでそれぞれ選択可能となる。また他シリーズと同様にMicrosoft純正Officeのライセンス有無や添付ソフトパッケージ（標準かミニマム）の選択、保証期間延長・あんしん保証サービス（直販モデル向け）追加などの変更も可能である。またAdobe Creative Cloud フォトプランを1年間無料で利用できるライセンス権利が数量限定で封入している。
なお本製品をテレビ番組として取り上げたのは同社グループ主催の女子プロゴルフ選手権大会である「NEC軽井沢72ゴルフトーナメント」（フジテレビ系ほか）の2023年度の優勝副賞として当時発表したばかりであった本機が優勝者に贈呈した。その後日本テレビの情報番組「ZIP!」内であるタイアップコーナーにて本機を用いた分解画像の一部が放映された（流れた時間は26～33秒辺りぐらい）。他はABEMAのインターネット生配信トークバラエティ番組「声優と夜あそび」にも本製品をN13と共に取り上げていた。

### Note Mobile
2017年春モデルで新設されたエントリークラスのモバイルノート。消費電力や発熱を抑えた省電力仕様のCPUを採用するためファンレス設計となっており、ストレージは全モデルSSDを搭載する。型名・型番はNMから始まる。
 • /G世代（2017年2月・2018年1月・2月）
11.6型ワイド液晶が搭載されており、CPUはPentium 4410Y、Core m3-7Y30、Core i5-7Y54の3種類が用意され、いずれのモデルにもパールホワイトとアクアブルーの2色が用意される（NEC Direct向けの「LAVIE Direct NM」では、アクアブルーが設定されない代わりに専用色のパールブラックが用意される）。SSDの容量が異なり、Core i5搭載モデルは256 GB、Pentium・Core m3搭載モデルはそれぞれ128 GBとなる。なお、「/H世代」 - 「/J世代」発表後も継続販売されている。
 • /K世代（2018年1月・6月）
「/G世代」よりも画面サイズが一回り大きいながらスリムベゼルとすることでA4サイズノートよりも小さめのサイズに収めた12.5型ワイド液晶モデルに変更。OfficeはHome & Business 2016に変更。廉価モデルはCeleron 3965Yとなり、11.6型ワイド液晶モデル同様に、Core m3搭載モデル、Core i5搭載モデルが設定されている。また、カラーバリエーションはパールホワイトに加え、11.6型ワイド液晶モデルでは「LAVIE Direct NM」専用色だったパールブラックと、新色のメタリックピンクを加えた3色となった。「/L世代」発表後も継続販売された。
 • /M世代（2019年1月）
キートップの大型化などキーボードが改良され、電源端子がUSB 3.0 Type-C端子となり、付属の電源アダプタがUSB Power Delivery対応となった。OfficeはHome & Business 2019に更新された。ラインナップがCeleron搭載モデルとCore i5搭載モデルの2種類に絞られ、Core i5搭載モデルは第8世代のCore i5-8200Yに変更、Celeron搭載モデルはSSDの容量が256 GBに倍増された。
 • /R世代（2020年1月）
Core i5を搭載するNM550は第10世代のCore i5-10210Yに変更となり、新たに、CPUにCore i7-10510Y、SSDの容量を512 GBとしたハイスペック仕様のNM750を新設。また、カメラの位置がこれまでの液晶下部から上部に移動し、NM750・NM550ではWindows Hello対応の顔認証対応になった。代わりに、これまで搭載していた指紋センサーが省略されている。カラーバリエーションはパールブラックを再び「LAVIE Direct NM」専用色に移行する変わりに、新色のネイビーブルーを追加。Celeron搭載モデルのNM150はカラーバリエーションがパールホワイトのみとなった（「LAVIE Direct NM」ではCeleron 3965Y選択時でもメタリックピンク・ネイビーブルー・パールブラックの選択および全モデルで電源ボタン一体型指紋センサーの選択が可能）。

### Note NEXT
「Note Standard」のプレミアムモデルを発展する形で、2017年秋冬モデルから設定された大画面ノートのフラッグシップモデル。挟額縁ガラス液晶を採用しており、キーボード周りにスピーカーやボタンを無くしたシンプルデザインが特徴である（なお、電源ボタン（Windows Hello対応指紋認証機能内蔵）は右側面に、スピーカーは背面に移している）。型名・型番はNXから始まる。
 • /J世代（2017年10月）
ラインナップは、Core i5・HDD搭載のNX550、Core i7・SSHD搭載のNX750、Core i7・SSD+HDD搭載のNX850の3モデルが用意されており、CPUは第8世代Core iファミリー（Kaby Lake Refresh、NX550はCore i5-8250U、NX750・NX850はCore i7-8550U）がそれぞれ搭載される。カラーは各モデル共にグレイスブラックシルバー、グレイスホワイト、グレイスゴールドの3色が設定される。なお、「/K世代」発表後も継続販売された。NEC Direct向けの「LAVIE Direct NEXT」ではメモリ・ストレージ構成の変更や限定カラーのグレイスレッドの選択などがそれぞれ可能である。
 • /L世代（2018年10月）
ラインナップがCore i7を搭載するNX750とNX850の2機種に集約（Core i5搭載モデルはNEC Direct向けの「LAVIE Direct NEXT」へ移行）。NX850はCPUをヘキサコア（6コア）のCore i7-8750Hへスペックアップ。NX750はストレージをSSHDからHDD+intel Optaneメモリーに変更された。カラーについても白系をプラチナホワイトに、金色系をクレストゴールドにそれぞれ差し替えを行った。NEC Direct向けの「LAVIE Direct NEXT」ではCPUに第8世代Core i7系のほかに第7世代Core i3-7020Uや第8世代Core i5-8250Uまたは8300Hの選択が可能である（Hシリーズを選択した場合、メモリはデュアルチャネル構成となり、スピーカーがYAMAHAサウンド搭載に変更される。）。また添付ソフトに2019年版Officeの選択が追加したこと以外は「/J世代」を踏襲。
 • /N世代（2019年5月）
OfficeをHome & Business 2019へ更新。NX750はNX850と同じヘキサコアのCore i7-8750Hへスペックアップ。NX850はSSD容量を256 GBに倍増した。NEC Direct向けの「LAVIE Direct NEXT」ではCPUがCore i5-8250U（これのみカラーがプラチナホワイトとグレイスブラックシルバーに設定が限られている。）・Core i5-8300H・Core i7-8750Hの3種類に集約し、それ以外は「/L世代」を踏襲。

### Note Standard
「LaVie L」・「LaVie S」・「LaVie E」後継の大画面ノートモデル。型名・型番はNSから始まる。
 • /A世代（2015年1月）
3つのシリーズを統合し、エントリーからハイエンドまで幅広いラインナップとなる。「LaVie L」後継のNS750は「新/T世代」から薄型化され、フローティングキーボードの採用やパームレストの防指紋・抗菌化などを施した新デザインとなり、併せて、「LaVie」初の4K UHD液晶モデルとなるNS850を新設した。「LaVie S」後継のNS150・NS350・NS550・NS700はCPUを変更（NS150はCeleron 3205U、NS350はCore i3-5005U、NS550はCore i5-5200U、NS700はCore i7-5500U）したほか、NS350・NS550・NS700は曲線を取り入れた新デザインを採用。NS150はワイヤレスIEEE802.11ac/aに対応した。「LaVie E」後継のNS100はNS150同様、CPUをCeleron 3205Uに変更し、ワイヤレスLANはIEEE802.11ac/aに対応した。
 • /B世代（2015年5月）
NS100・NS150を除く全モデルに搭載されている「AudioEngine」が「Desk All-in-one」・「Hybrid Fiesta」・「Hybrid ZERO」同様に性能を強化し、ヘッドフォンでの音響効果が有効になった。また、プリインストールアプリの強化を行い、非操作時に天気・ニュース・写真などを表示する「インフォボード」を全モデルに、4K対応動画再生ソフト「PowerDVD BD with 4K」をNS350以上のモデルに、4K対応動画編集ソフト「MediaShow BD with 4K」をNS550以上のモデルにそれぞれ搭載。NS100とNS150はボディデザインの一部変更を行った。なお、基本スペックは「/A世代」を踏襲する。
 • /C世代（2015年9月）
OSをWindows 10 Homeに変更したほか、CPUも全モデルで変更を行い、Celeron搭載のNS100・NS150はCeleron 3205UからCeleron 3215Uに、Core i3搭載のNS350は第5世代のCore i5-5005Uから第6世代のCore i3-6100Uに、NS550は第5世代のCore i5-5200Uから第6世代のCore i5-6200Uに、NS700・NS750・NS850は第5世代のCore i7-5500Uから第6世代のCore i7-6500Uにそれぞれ変更して性能を強化。さらに、NS350以上のモデルはデザインを一新して薄型化したほか、NS550とNS700はディスプレイをフルHD・スーパーシャインビューLED IPS液晶に変更して高解像度化、NS750とNS850は既搭載のYAMAHAサウンドシステムに薄型ウーファーを新たに内蔵したことでサウンド性能も強化した。
 • /D世代（2016年1月）
4K UHD液晶搭載モデルのNS850において、CPUをCore i7-6567Uに性能強化し、これに伴ってCPU内蔵グラフィックスもintel Iris Graphics 550に性能向上。そのほかの全モデルはAndroidスマートフォンやタブレットで閲覧しているWebページや写真・動画をタッチ操作でひきつぐことができる新アプリ「LAVIEコネクト」を新たに搭載したマイナーチェンジ程度で、基本スペックは「/C世代」を踏襲する。
 • /E世代（2016年5月）
ベーシックモデル（NS100・NS150）において、ヒンジ部分のレイアウトを外側に変更する新デザインを採用し、CPUをCeleron 3855Uに変更。また、ベーシックモデルのNS150およびハイスペックモデル（NS350・NS550・NS700）、プレミアムモデル（NS750・NS850）全機種においては、Desk All-in-one同様、「LAVIEチャンネル」の追加をはじめとしたソフトウェア面の強化を行った。なお、ハイスペックモデルとプレミアムモデルの基本スペックは「/D世代」を踏襲する。
 • /F世代（2016年9月）
ハイスペックモデル（NS350・NS550・NS700）とプレミアムモデル（NS750・NS850）でCPUが変更され、第7世代Core iファミリー（NS350はCore i3-7100U、NS550はCore i5-7200U、NS700・NS750・NS850はCore i7-7500U）に強化。また、プレミアムモデルにおいてはデザインを一新し、最大10 Gbpsの高速データ転送が可能なUSB 3.1を2ポート（Type-A・Type-C各1ポートずつ）搭載した。ベーシックモデルはNS150のみ、「AudioEngine」にヘッドフォン視聴時にサウンドを自動調整する「イマジナリースピーカー」機能を搭載した。なお、ベーシックモデル（NS150・NS100（Office Home & Business Premium + Office 365 サービスモデルとOffice Personal Premium + Office 365 サービスモデル））の基本スペックは「/E世代」を踏襲するとともに、USB光センサーマウスが付属された（NS150以上はBluetoothレーザーマウスが以前から付属）。また、カタログにも記載されていないが、OSの10にはAnniversary Update（RS1）は適用されていない。なお、プレミアムモデルのNS850は「/G世代」発表後も継続販売された。
 • /G世代（2017年1月・4月）
「/F世代」を継続販売するプレミアムモデルのNS850を除く全機種でモデルチェンジ。Desk All-in-One同様に、アプリの「インフォボード」に「インフォモードコネクト」を追加し、「LAVIEチャンネル」のデザインを変更したほか、ベーシックモデルのNS150・ハイスペックモデル全機種・プレミアムモデルのNS750は付属のBluetoothマウスをレーザー方式からBlue LED方式に変更。さらに、ハイスペックモデルのNS350は画面解像度をFull HDに高解像度化し、プレミアムモデルのNS750はカラーバリエーションの一部入れ替えを行い、「/F世代」で設定されていたクリスタルゴールドに替わり、新色のクリスタルグリーンを設定した。
 • /H世代（2017年7月）
プレミアムモデルのNS850はCPUをCore i7-7567U（Intel Iris Plus Graphics 650を内蔵）に変更し、光学ドライブはUltra HD Blu-rayの再生に対応。また、HDD部の周辺には衝撃緩和のためのクッション材が新たに配置された。同じプレミアムモデルのNS750は「/G世代」に設定されていたクリスタルグリーンに替わり、青系のクリスタルブルーを設定。ベーシックモデルのNS150は「ワンタッチスタートボタン」の形状を変更し、LEDインジケータを改良したほか、白系のエクストラホワイトにおいて画面ベゼルと底面カラーをブラックからホワイトに変更。新色のシャンパンゴールドを設定して4色展開となった。なお、CPUが変更されたプレミアムモデルのNS850を除く全モデルは「インフォボード」や「インフォボードコネクト」の機能強化を行ったマイナーチェンジ程度で、ハードウェアスペックは「/G世代」から踏襲される。また、カタログにも記載されているが、OSの10にはCreators Update（RS2）が適用されている（カスタマイズモデルではRS2が適用されているかは不明）。なお、ベーシックモデルとハイスペックモデルのNS350は「/J世代」発表後も継続販売された。
 • /J世代（2017年10月・2018年2月・3月）
ハイスペックモデルのNS700のみモデルチェンジ。CPUを第8世代のCore i7-8550Uに変更した。また、カラーバリエーションにシャンパンゴールドを追加し、4色展開となった。
 • /K世代（2018年7月）
2018年夏モデルでの発売となるが、2018年1月発表の「Desk All-in-one」や「Note Mobile」と同じ「/K世代」となる。この世代より、Note Standardシリーズを引き継ぎながらレノボ Ideapad 330のOEMとなる。これにより、キーボードの段差がないユニボディデザインとなり、キーボード下に補強が加えられ、ファンの排熱口はIdeapad同様本体後方配置となった。カラーバリエーションはカームホワイト、カームブラック、カームレッドの3色（NS100はカームホワイトのみ）となった。そのほか、ベーシックモデルはCPUをCeleron N4000に変更。ハイスペックモデルのNS350はCPUがCore i3-7020Uに変更され、NS300に変更。また、NS700と同じCore i7-8550Uを搭載し、メモリを4 GBに減らしたNS600が新設された。OfficeはNS100に設定されていたPersonal搭載モデルが廃止され、全モデル「Home & Business 2016」に仕様変更された。「/L世代」発表後も継続販売された。
NEC Direct向けの「LAVIE Direct NS」では、NECブランドPCで初となるAMDのRyzenプロセッサーを搭載した「LAVIE Direct NS（R）」が設定された。
 • /M世代（2019年1月）
NS300・NS600・NS700の3モデルをモデルチェンジ（NS100とNS150は/K世代を継続販売）。全機種OfficeがHome & Business 2019に更新されたほか、NS600は「LAVIE Direct NS（R）」での設定だったRyzenプロセッサー（Ryzen 7 2700U）が搭載され、ストレージを256 GB SSDに変更。Core i3搭載のNS300とCore i7搭載のNS700はストレージがOptaneメモリー付HDDに変更された。
 • /N世代（2019年5月・7月）
5月に先行してエントリーモデルのNS100とNS150をモデルチェンジ。左右の液晶ベゼルが挟額縁化され、幅と奥行きを短縮。CPUはCeleron 4205Uとなり、/M世代同様にOfficeがHome & Business 2019に更新された。7月に残りのNS300・NS600・NS700をモデルチェンジ。3機種ともCPUがスペックアップされ、NS300は第8世代のCore i3-8145U、NS600はRyzen 7 3700U、NS700はCore i7-8565Uとなった。併せて、17.3型ワイド液晶モデルのNS350とNS850を追加。ディスプレイには広視野角の「スーパーシャインビューLED IPS液晶」が採用されており、NS350はCPUにNS300と同じCore i3-8145Uを搭載。NS850はCPUにNS700と同じCore i7-8565Uを搭載し、ストレージはHDDとSSDのハイブリッドドライブを採用している。カラーはカームブラックとカームシルバーの2色（なお、カームシルバーはNEC Direct向けの「LAVIE Direct NS」限定カラーとして15.6型ワイド液晶モデルにも設定される）。
 • /R世代（2020年1月）
NS300・NS600・NS700をモデルチェンジ（NS100・NS150・NS350・NS850は/N世代を継続販売）。NS300はプロセッサーをRyzen 3 3200Uに、ストレージをSSDへそれぞれ変更。NS600はメモリを8 GBに倍増され、NS700はストレージをHDDとSSDのデュアルストレージへ変更された。

### Pro Mobile
2019年夏モデルで新設されたモバイルノートで、「Hybrid ZERO」の後継機。天板は他のLAVIEシリーズと異なり、中央に2つの直角二等辺三角形を組み合わせた「Wトライアングル」と呼ばれるシンボルのみが記されたデザインとなる。型名・型番はPMから始まる。
 • /N世代（2019年5月）
明確にプロシューマ向けとすることで軽量、バッテリ、デザイン、剛性感の4つを一切妥協すること無く製品化された。東レ製の新構成カーボンを天板に採用し、バッテリー駆動時間もHybrid ZEROと比べ約2倍の20時間に延びている。Hybrid ZEROでは搭載が見送られていた電源ボタン一体型Windows Hello対応指紋センサーも搭載した。店頭モデルはCore i7-8565U・SSD512 GBを搭載するPM750とCore i5-8265U・SSD256 GBを搭載するPM550の2種で、メモリは共に8 GB。カラーはメテオグレー、フレアゴールド、クラシックボルドーの3色。NEC Direct向け「LAVIE Direct PM」では、性能を抑えて最軽量にするCore i3-8145U+メモリ4 GB+Mバッテリー、逆に性能を強化したメモリ16 GB（Core i7選択時のみ）、LTEやタッチパネルが搭載可能となる。
2019年8月に、PC-8001誕生40周年を記念した「PC 40th Anniversary Edition」（PM750/NAA）を発売。カラーリングがPC-8001をイメージした特別カラーになり、本体起動時および液晶下のNECロゴを発売当時の旧ロゴにし、PC-8001の銘板をイメージしたステッカーが付属する。また、NEC Direct限定で「PasocomMini PC-8001」を同梱し、旧NECロゴと現行LAVIEロゴ入りプレミアムボックス、安心保証サービスパック5年が付いたプレミアムボックスも500台限定で発売される。
2019年10月には、Pro MobileベースのNEC Direct限定モデルとして、「LAVIE Direct PM（X）」が設定された。CPUはCore i3-8145UまたはCore i5-8265Uの2種類から選択可能とし、ボディカラーはブラックとしている。また、複数のUSBコネクタ、LANコネクタ、DisplayPortやヘッドフォン/ヘッドフォンマイクジャックなどの各種ポートを備え、パソコン本体とケーブル1本での接続を可能にするUSB Type-Cドックの選択が可能である。
 • /S世代（2020年6月）
CPUが第10世代Core iファミリーとなり、PM550はCore i5-10210Uに、PM750はCore i7-10510Uに性能強化され、Wi-Fi 6（IEEE802.11ax）に対応。マイクをディスプレイカバー先端に搭載し、スピーカの指向性を自動調整する「ミーティング機能」を搭載するほか、周囲の雑音を抑えて相手に音声を聞こえやすくする「ノイズサプレッサー」や部屋の残響を抑えて話し声を聞き取りやすくする「ルームエコー抑制」も搭載された。ユーザーがPCの前にいない（離席時）に画面ロックやディスプレイオフを自動で行う「スマートロック」、サブディスプレイ接続時にユーザーが見ていないディスプレイをぼかして表示する「スマートディスプレイ」、ユーザー以外の人の視線を検知すると画面ぼかし機能が起動する「LAVIEプライバシーガード」や画面上部にアラートを表示させる「プライバシーアラート」で構成された「Glance by Mirametrix」や、目の動きに合わせてマウスカーソルやウィンドウを本体の画面とサブディスプレイ間で移動が可能な「視線操作機能（スマートポインター/スナップウィンドウ）」も搭載された。キーボードは、LAVIE VEGAのキーデザインを継承し15インチノート並みの19 mmキーピッチと1.5 mmストロークを実現、キートップ中央に窪みをつけた「シリンドリカル構造」を採用。さらに、メモリを16 GBに倍増し、「LAVIEプライバシーガード」は輝度を50%に固定して輝度センサをオフにするプライバシーフィルター機能を搭載した最上位のPM950が新設定され、3モデルとなった。ただし、/N世代で採用されていた電源ボタン一体型指紋センサーと「LAVIE Direct PM」で選択可能だったタッチパネルは今回割愛されている。カラーは/N世代から継続採用のクラシックボルドー、フレアゴールドに加えて新色のネイビーブルー（PM950はネイビーブルーのみ）が追加され、メテオグレーは「LAVIE Direct PM」限定カラーへ移行した。「LAVIE Direct PM」では、Core i7・メモリ16 GBモデルに限り5G対応ワイヤレスWANの搭載が可能となる（5G対応モデルは2020年10月発売）。
 • 新/B世代（2021年1月）
CPUが第11世代Core iファミリーとなり、PM550はCore i5-1135G7に、PM750とPM950はCore i7-1165G7にそれぞれ性能を強化するとともに、全モデルのCPU内蔵グラフィックスが「intel Iris Xe Graphics」へ強化。PM950に搭載されていたプライバシーフィルター機能をPM750にも搭載され、PM950にはSIMフリーのLTE対応ワイヤレスWANを搭載。2021年春モデルに搭載される「LAVIE AIエージェント」は、本機のみパソコンを閉じた状態でも声紋認証を行ったうえで、次の会議の予定などを音声で伝える機能が追加された。同日発売のN12同様、MAMORIOとの共同開発による紛失防止ソリューション「MAMORIO PC」が搭載されたほか、通常のメーカー保証に加え、落下や水こぼしによる破損や損傷よる修理にも対応する特別保証「安心保証サービス 月額版」が最長1年間無償で利用可能となる。
NEC Direct限定モデルの「LAVIE Direct PM（X）」も同時にモデルチェンジされ、CPUが第10世代のCore i5-10210Uに一本化し、性能を強化するとともに、Wi-Fi 6（IEEE802.11ax）に対応した。

### SOL
2024年11月から登場したモバイルノート。読み方は「ソル」。型名・型番はSから始まる。 
 • 新/J世代（2024年11月）
NECパーソナルコンピューターが協賛し、配信された起業リアリティーショーYouTube番組「Nontitle」のスピンオフの一企画としてZ世代の学生によって企画・製作された。アルミ筐体には耐擦り傷・防指紋処理のシルクタッチコートを採用、耐久性を高めた。caseplayと協業して、アニメキャラ（呪術廻戦、僕のヒーローアカデミア等）や有名ブランド等多彩なデザインが用意された専用着せ替えケース及び内蔵アプリ「LAVIE deco」で自分だけのノートにコーディネートできる。
画面は13.3インチ16:10（1980x1200）のIPS液晶ディスプレイ（タッチ対応）。CPUは、S1375/JAがインテルCore i7-1355U、下位モデルのS1355/JAがCore i5-1335U。メモリは共に16 GBで、SSDはS1375/JAが512 GB、S1355/JAが256 GB。OfficeはHome&Business 2024+Microsoft 365 Basic。NEC Directの「LAVIE Direct SOL」では、CPUを市販モデルのCore i7及びi5にくわえCore i3-1315U、メモリを通常の16 GBに加え8 GBと32 GB、SSDを最大2 TB、Officeの有無、Windows 11 Proを選択可能にした。

### Tab E
Android搭載タブレット。新生「LAVIE」に移行後も従来のシリーズ名を引き継ぎ、型名・型番も従来どおりTEから始まる。
 • /B世代（2015年7月）
ラインナップは「新/S世代」から踏襲されるが、8型ワイド液晶モデルは画面まわりのフレームを狭くしたことで小型化。10.1型ワイド液晶モデルはディスプレイをIPS液晶に変更し、フルHD液晶に高解像度化。また、全機種で国内メーカー製のタブレットで初となるサラウンド技術「ドルビーアトモス」に対応した。なお、「/C世代」 - 「/F世代」発表後もこのまま継続販売された。
 • /F世代（2016年11月）
新機種として、Android 6.0を搭載した7型ワイド液晶モデルを追加。なお、「/B世代」の2機種はそのまま継続販売されるため、画面サイズが3種類となった。なお、このモデルは「/G世代」 - 「/H世代」発表後も継続販売されている。
 • /H世代（2017年8月）
8型ワイド液晶モデルと10.1型ワイド液晶モデルを約2年1か月ぶりにモデルチェンジ。Androidを7.1に更新したほか、「まもるゾウ2 for NEC」や「パスワードマネージャー」などセキュリティー関連のアプリをプリインストールした。併せて、10.1型ワイド液晶モデルは背面に「Gorilla Glass 4」を採用し、強度を保ちながら約7.2 mmに薄型化。指紋認証機能やUSB Type-Cも搭載された。
 • /J世代（2018年10月・11月）
まず10月に「/F世代」から継続発売されていた7型ワイドモデルを約1年11か月ぶりにモデルチェンジされ、翌月には10.1型ワイド液晶モデルも約1年3か月ぶりにモデルチェンジ。共通でオリジナルアプリの「インフォボード for Android」や「i-フィルター for Android（期間限定版）」がプリインストールされたほか、Androidを7型ワイド液晶モデルは7.0に、10.1型ワイド液晶モデルは8.1にそれぞれ更新。さらに、10.1型ワイド液晶モデルはバッテリー稼働時間が向上（Web閲覧時 8.8時間→11時間）され、Androidのブルーカット機能を搭載した「目の保護モード」設定に対応した。
 • /K世代（2020年1月）
7型ワイド液晶モデルのTE507は約1年4か月ぶり、「/H世代」から継続発売されていた8型ワイド液晶モデルのTE508は約2年5か月ぶりにそれぞれモデルチェンジ。共通でAndroidを9.0に更新され、ストレージ容量を32 GBに倍増。バッテリー稼働時間が向上（TE507:約8時間 → 約9.7時間、TE508:約8時間 → 約14時間）された。また、8型ワイド液晶モデルにはプロセッサを8コア（オクタコア）に変更し、メモリ容量を4 GB、ストレージ容量を64 GBにそれぞれ倍増し、ディスプレイをWUXGA（1,920×1,200ドット）に高解像度化した高性能モデルのTE708を追加。さらに、NEC Directでは限定モデルとして、TE508をベースにストレージ容量を16 GBとしたモデル、TE708をベースにメモリ容量を3 GB・ストレージ容量を32 GBとしたモデルが設定されている。10.1型ワイド液晶モデルは「"/J"世代」のTE410をエントリーモデルとして継続販売し、上位モデルとしてTE710を追加。Android 9.0を搭載し、メモリ容量はTE410の2倍となる4 GB、ストレージ容量はTE410の4倍となる64 GBを搭載し、バッテリー稼働時間はWeb閲覧時で約13時間とした。また、IP5X・IPX3等級相当の防塵・生活防水設計としたほか、フルセグ対応のTVチューナーも搭載された。

### Tab S
Android搭載タブレット。新生「LAVIE」に移行後も従来のシリーズ名を引き継ぎ、型名・型番も従来どおりTSから始まる。
 • /F世代（2016年11月）
約2年ぶりにモデルチェンジ。CPUを8コアのQualcomm APQ8053に変更し、Tab E同様に、サラウンド技術「ドルビーアトモス」に対応。また、IPX5等級・IP2X等級相当の防塵・防滴設計とした。なお、「/G世代」 - 「/H世代」発表後も継続販売された。

### Tab T10
2022年夏モデルで新設した10型クラスのAndroid搭載タブレット。型名・型番はT10からはじまる。
 • 新/E世代（2022年8月・11月）
当初は10.1型ワイド・WUXGA LED IPS液晶を搭載したスタンダードモデルT1055をラインナップ。Android 11、オクタコアプロセッサ（Unisoc T610）、4 GBメモリ、64 GBストレージを搭載。スピーカーは立体音響技術「ドルビーアトモス」に対応している。NEC Direct限定モデルとしてT1055をベースに、メモリを3 GB、ストレージを32 GBにそれぞれ減らしたTAB10/F02もラインナップされる。
2022年11月にはハイエンドモデルのT1075を追加発売。OSがAndroid 12となり、ディスプレイは2K（2,000×1,000ドット）の10.61型ワイドLED IPS液晶に、オクタコアプロセッサはQualcomm Snapdragon 680となり、メモリ・ストレージ容量を増量（6 GBメモリ・128 GBストレージ）。「ドルビーアトモス」対応スピーカーはクアッド仕様に強化された。NEC Direct限定モデルとしてT1075をベースに、メモリを4 GB、ストレージを64 GBにそれぞれ減らしたTAB10/202もラインナップされる。

### Tab T11
2021年春モデルで新設した11型クラスの大画面サイズのAndroid搭載タブレット。型名・型番はT11から始まる。
 • 新/B世代（2021年1月）
ラインナップは11型ワイド・IPS液晶（解像度:2,000×1,200ドット）を搭載するT1175と、11.5型ワイド・WQXGA有機ELディスプレイを搭載するT1195の2モデルがラインナップされ、いずれのモデルにもAndroid 10、8コアプロセッサ（T1175にはQualcomm Snapdragon 662、T1195にはQualcomm Snapdragon 730Gをそれぞれ搭載）、転送速度が速いUFSを採用した128 GBストレージ、4スピーカー、ドルビーアトモスを搭載。スタンドカバー付きキーボード（液晶保護フィルム付）やデジタルペンがオプションで用意されており、スタンドカバー付キーボードを装着することでモバイルノートPCとして使うことも可能である。T1175は4 GBメモリが搭載され、防塵並びに生活防水（IP5XおよびIPX2）に対応。T1195はメモリが6 GBとなるほか、HDR10に対応し、広角カメラと指紋認証を搭載する。
なお、NEC Direct限定モデルとして、T1175をベースにストレージ容量を64 GBに減らしたTAB11/201が設定されている。
 • 新/F世代（2023年1月・4月）
1月に有機ELディスプレイモデルのT1195をモデルチェンジ。サイズは11.2型となったが、画面解像度が2.5K（2,560×1,536ドット）に高解像度化され、リフレッシュレート最大120 Hzに対応、国際認証機関であるテュフ・ラインランドグループのブルーライト低減の認証を取得した。また、OSをAndroid 12に、プロセッサをMediaTek Kompanio 1300Tへそれぞれ変更され、メモリ容量を8 GBに、ストレージ容量を256 GBにそれぞれ増量された。
4月にはスタンダードモデルのT1175もモデルチェンジ。ディスプレイのサイズが11.5型となり、有機ELディスプレイモデル同様にリフレッシュレート最大120 Hzに対応、テュフ ラインランドグループのブルーライト低減の認証を取得した。OSはAndroid 12Lに、プロセッサをMediaTek Helio G99へそれぞれ変更され、メモリは6 GBに増量された。
NEC Direct限定モデルはT1195をベースにメモリ容量を6 GB、ストレージ容量を128 GBにそれぞれ減らしたTAB11/Q01と、T1175をベースにメモリ容量を4 GBに減らしたTAB11/202がそれぞれ設定されている。
 • 新/H世代（2024年7月）
スタンダードモデルのT1155を追加。ディスプレイは11型ワイド・WUXGA広視野角液晶が搭載され、OSはAndroid 13、プロセッサはMediaTek Helio G88、メモリ4 GB・ストレージ約128 GBが搭載される。NEC Direct限定モデルとして、ストレージ容量を約64 GBに半減したTAB11/F01が設定される。

### Tab T12
2022年春モデルで新設したAndroid搭載タブレット。型名・型番はT12から始まる。なお、本モデルではNEC Direct限定モデルが設定されない。
 • 新/D世代（2022年2月）
ディスプレイに12.6型ワイド・2,560×1,600ドットの高解像度仕様とした有機ELを搭載しており、OSにAndroid 11、プロセッサーに8コアのQualcomm Snapdragon 870を搭載し、メモリは8 GB・ストレージは256 GBの大容量仕様としている。T11同様に4スピーカーとドルビーアトモスも搭載されており、HDRフォーマット（HDR10・Dolby Vision）にも対応している。オプションとしてスタンドカバー付きキーボードや筆圧感知対応のデジタルペンが用意されており、モバイルノートPCのように使用することも、ペン入力や本体背面にある磁石にデジタルペンをアタッチしてワイヤレス充電も可能である。

### Tab T14
2024年春モデルで新設されたAndroid搭載タブレット。型名・型番はT14から始まる。なお、本モデルではNEC Direct限定モデルが設定されない。
 • 新/H世代（2024年2月）
ディスプレイに14.5型ワイド・3,000×1,876ドットの高解像度仕様とした有機EL（リフレッシュレート120 Hz対応）を搭載しており、OSにAndroid 13、プロセッサーに8コアのMediaTek Dimensity 9000を搭載し、メモリは12 GB・ストレージは256 GBの大容量仕様としている。スピーカーはJBL製の8スピーカーが採用され、ドルビーアトモスを搭載。2ポート備わっているUSB Type-Cは2.0規格（480 Mbps）が映像入力機能、3.0規格（5 Gbps・Gen 1準拠）は映像出力機能がそれぞれ備わっており、他の接続機器の外部モニターとしての利用も可能。オプションのキーボードはキックスタンドとの一体型となっており、モバイルノートPCのように使用することも可能である。

### Tab T7/T8/T9
Tab Eの7型ワイド液晶・8型ワイド液晶モデル後継のAndroid搭載コンパクトタブレット。型名・型番は7型ワイド液晶モデルはT07、8型ワイド液晶モデルはT08、9型ワイド液晶モデルはT09からそれぞれ始まる。
 • 新/C世代（2021年8月）
両モデル共通で、保護者がアプリやWebページの制限、利用時間制限を設定して子供への利用を管理する「Googleキッズスペース」を搭載するほか、子供向け英語学習アプリ「ジャズルズ」も搭載し、子ども向けプログラミングサイト「オリガミ」へのリンクを提供するなど、ファミリーユースに対応した機能を備えている。
TE507後継のT7は、エントリーモデルの位置づけとなっており、OSをAndroid 11（Go Edition）に変更し、プロセッサを変更したことでクロック周波数をアップ。バッテリー容量が増えた（TE507:3,000 mAh → T7:3,750 mAh）ことで、Web閲覧時の駆動時間が向上された（TE507:約9.7時間 → T7:約12時間）。
TE508/TE708後継のT8は、OSをAndroid 11に変更されたほか、8コアプロセッサが標準となり、ディスプレイ解像度はHD（1,280×800ドット）に統一。メモリ容量がアップされた。メモリとストレージの容量が異なる2モデルが用意されており、T0855はメモリ3 GB・ストレージ32 GB、T0875はメモリ6 GB・ストレージ128 GBとなる。なお、NEC Direct限定モデルとして、T0875をベースにストレージ容量を64 GBに減らしたTAB08/H02が設定されている。
 • 新/G世代（2023年5月）
T8のT0855をモデルチェンジ（T0875およびT7は新/C世代を継続）。OSをAndroid 12に、プロセッサをMediaTek A22にそれぞれ変更され、メモリは4 GBに、ストレージを約64 GBにそれぞれ増量。スピーカーはステレオスピーカーへ性能向上された。ディスプレイは新/F世代のT11同様にテュフ ラインランドグループのブルーライト低減の認証を取得した。併せて、オクタコアプロセッサーのMediaTek Helio G80を搭載し、ストレージを約128 GBに倍増。ドルビーアトモスに対応した9型ワイド液晶モデルのT9（T0975）が追加された。NEC Direct限定モデルとして、T0975をベースに、ストレージを約64 GBに減らしたTAB09/H01、メモリを3 GB・ストレージを約32 GBに減らしたTAB09/H02、T0855をベースにメモリを3 GB・ストレージを約32 GBに減らしたTAB08/H04がそれぞれ設定されている。
 • 新/H世代（2024年2月）
T9に8.8型のプレミアムモデルT0995を追加（既存のT0975は新/G世代のままで継続発売）。ディスプレイは2,560×1,600ドットの高解像仕様で、リフレッシュレートは144 Hz対応。メモリは8 GB・ストレージは約128 GBの大容量仕様となる。USB Type-Cは2ポート備わっており、うち1ポートは映像出力にも対応している。NEC Direct限定モデルとして、メモリを12 GB・ストレージを約256 GBに大容量化したハイスペック仕様のTAB09/Q01が設定される。

### Tab W
Windows搭載タブレット。新生「LAVIE」に移行後も従来のシリーズ名を引き継ぎ、型名・型番も従来どおりTWから始まる。
 • /B世代（2015年5月）
ラインナップは「新/T世代」から踏襲されるが、音声検索アプリの「LAVIEボイス」を新たに搭載した。また、8型ワイド液晶モデルにはOffice Personal 2013を搭載したTW508を追加した。
 • /C世代（2015年9月）
OSをWindows 10 Homeに、OfficeをOffice Mobileにそれぞれ変更したほか、10.1型ワイド液晶モデルはCPUをAtom x7-Z8700に変更して性能を強化。また、デジタイザの筆圧検知を2048段階に強化し、ペンを「/B世代」よりも太い新型となった。なお、「/D世代」発表後も継続販売された。
 • /E世代（2016年5月）
約8か月ぶりにモデルチェンジし、ラインナップを10.1型ワイド液晶モデルのみに集約。CPUをバースト・テクノロジー作動時のクロック周波数を向上したAtom x7-Z8750に変更した。なお、「/F世代」 - 「/G世代」発表後も継続販売された。

### VEGA
2020年春モデルより導入されたクリエイター向け大画面ノートモデル。型名・型番はLVから始まる。
 • /R世代（2020年1月）
プロセッサーはLV750・LV950には6コア（ヘキサコア）仕様のCore i7-9750H、LV650にはRyzen 7 3750Hをそれぞれ搭載。グラフィックスはLV950とLV750シリーズは、インテルUHDグラフィックス630、LV650シリーズはRadeon RX Vega 10グラフィックスを搭載（いずれもCPU内蔵）する。ストレージはSSDを採用し、LV750・LV950はキャッシュ用としてOptane メモリーも搭載した「Intel Optane Memory H10 with Solid State Storage」を採用している。ディスプレイには「スーパーシャインビュー 有機EL」を採用しており、LV750・LV950は4K UHDの高精細仕様となる。光学ドライブレスの薄型ボディで、LV650とLV750にはアルミ天板を、LV950には「Gorilla Grass 6」+鏡面仕上げガラス天板となる。天板ロゴは「Pro Mobile」同様「Wトライアングル」シンボルだが、LV950はCortanaと連動して発光し、応答するスマートライト機能を備えている。
キーボードはテンキーを廃した中央配列で、通常キーの左側にショートカット専用のプロキーを5つ備えている。ワイヤレスLANも、LV950およびLV750ではWi-Fi 6（LV650はWi-Fi 5）を採用した。インターフェイスにThunderbolt 3対応のUSB Type-C端子がインテルCPUモデルに限り同社ブランドのPCとして初めて搭載された。
また、アドビシステムズ社製の「Lightroom」、「Lightroom Classic」、「Photoshop」の3種類のアプリと20 GBストレージのクラウドサービスで構成された「Adobe Creative Cloud フォトプラン」が1年間利用可能なライセンスキーが添付されている。ボディカラーはアルマイトネイビーとアルマイトシルバーの2色展開（LV950はアルマイトネイビーのみ）である。
NEC Directの「LAVIE Direct VEGA」では、カタログモデルでは設定されていないアルマイトシルバーのプレミアムミラーガラス仕様が選択可能になり、CPUもCore i5-9300Hが選択可能になる。